# Givet
Pour les articles homonymes, voir Givet (homonymie).
Givet (en wallon Djivet) est une commune française située dans le département des Ardennes en région Grand Est.
Ses habitants sont appelés les Givetois.
Givet est la dernière ville fluviale située sur la Meuse avant la Belgique. Au cœur de l'Ardenne et historiquement située dans la région de langue wallonne, la ville frontalière occupe, compte tenu de sa position stratégique, un site géographique remarquable qui lui a laissé un patrimoine urbain et historique important.

## Géographie
Les communes limitrophes sont Chooz, Foisches, Fromelennes, Rancennes, Beauraing, Doische, Hastière et Houyet.

### Localisation
Givet est située à 55 km au nord de Charleville-Mézières.
| Agimont (be) | Hastière (be)    | Houyet (be)    |
| Doische (be) | Givet            | Beauraing (be) |
| Foisches     | Chooz, Rancennes | Fromelennes    |

### Situation géographique
Givet constitue le point septentrional ultime de la vallée de la Meuse française, c'est-à-dire le site géographique où le fleuve quitte le territoire français, passe  la frontière et entre en Belgique. À vol d'oiseau, Givet est à 100 km des Pays-Bas.

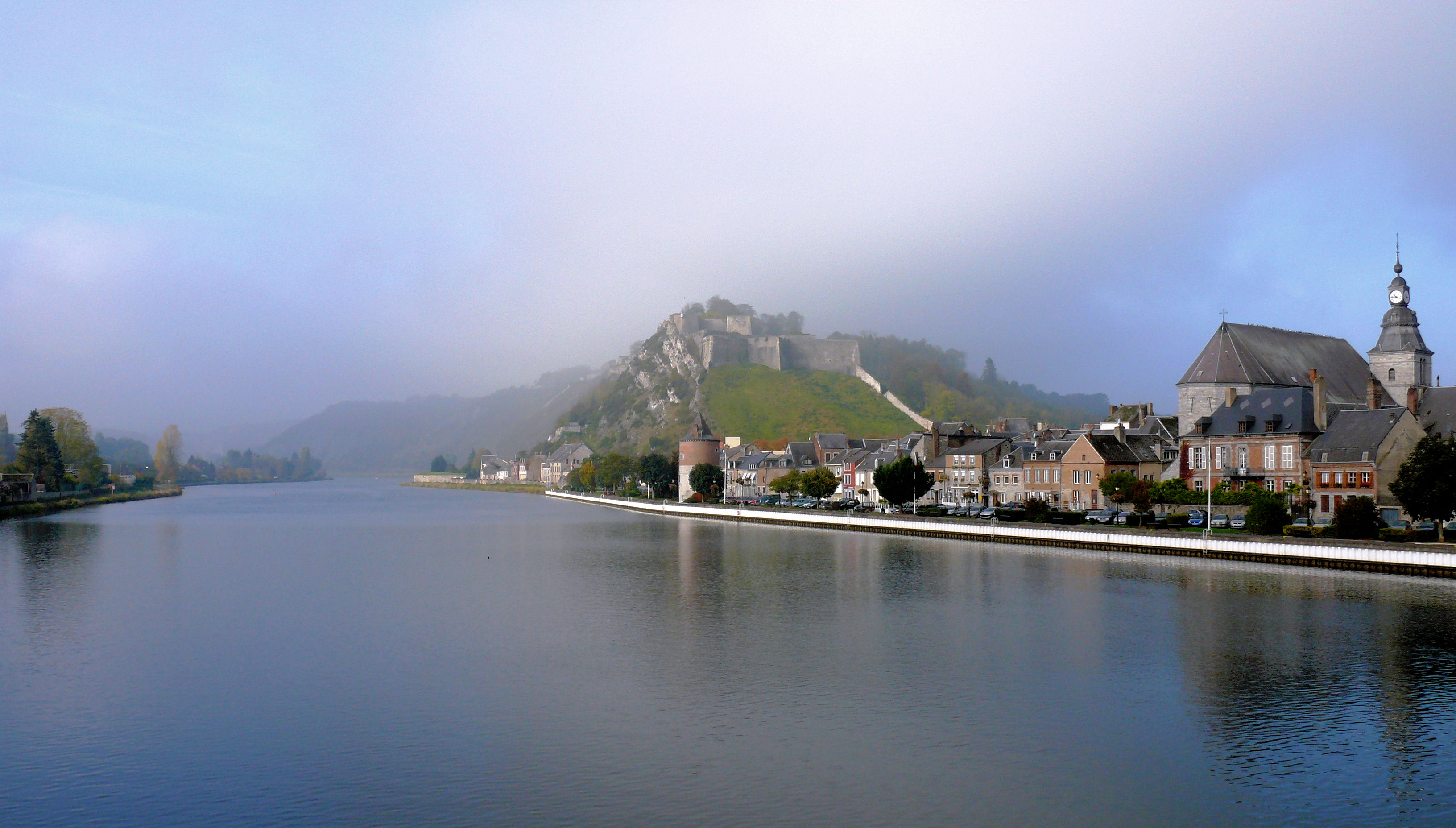
Vue de la vallée de la Meuse et du fort de Charlemont.

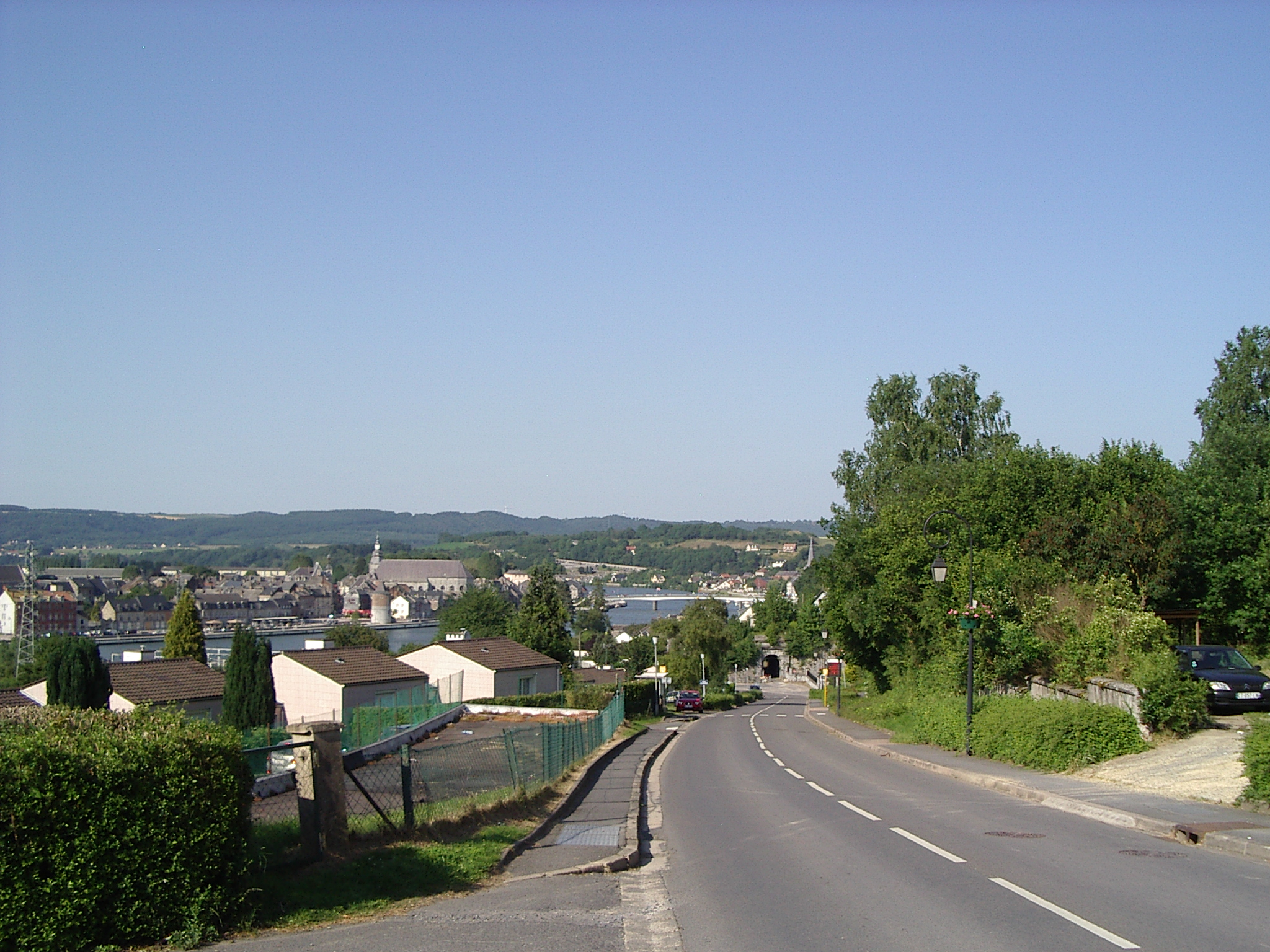
Vue de Givet et depuis la Porte de Rancennes.

La vallée de la Meuse française se remarque, en effet, sur la carte, par une pointe qui s'avance profondément dans l'Ardenne belge, formant ce qui est appelé communément la « Pointe de Givet » en France et la « Botte de Givet » en Belgique. Une réserve naturelle de 354 hectares y a été aménagée, la réserve naturelle nationale de la pointe de Givet, qui est la deuxième plus vaste de la région Champagne-Ardenne.
Cette situation particulière résulte des faits de l'Histoire, issus des conquêtes et des traités de Louis XIV dont l'ambition était de conserver à tout prix la vallée de la Meuse dans le royaume de France aux dépens des Pays-Bas espagnols et de la principauté de Liège. Givet se retrouve ainsi en plein milieu de la Calestienne belge.
Par ailleurs, c'est à Givet que la rivière Houille conflue avec la Meuse, petit affluent de rive droite de 25 km dont le lieu de source est en Belgique, dans la région de Gedinne (province de Namur).
En géologie, elle constitue le stratotype d'un étage du dévonien moyen, le givétien. Ce niveau fournit un calcaire bleu typique dans l'architecture des maisons de l'Avesnois, de la Thiérache belge et de la Fagne.

### Une position de carrefour géographique
Située dans la large vallée de la Meuse qui est une des artères fluviales maîtresses en Europe du Nord-Ouest, Givet tire un grand avantage de sa position de carrefour géographique, aussi bien par voie terrestre que par la voie d'eau.
Dans la partie française, Givet est située au nord de Revin et de Fumay, villes situées en amont sur le cours de la Meuse et appartenant au département des Ardennes. La RD 988 qui relie ces différentes villes le long de la Meuse est l'axe routier principal du département jusqu'à la frontière avec la Belgique.

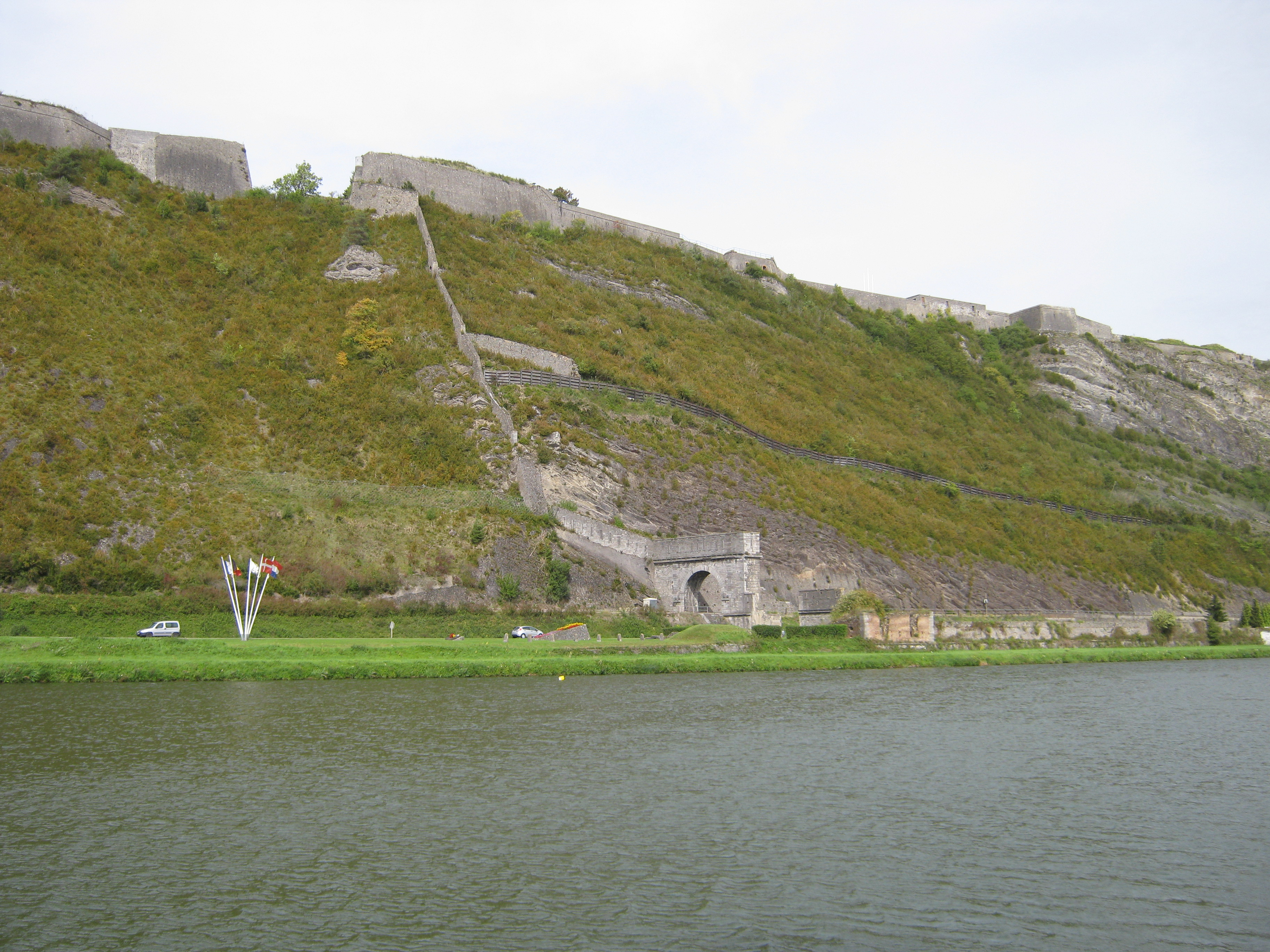
La porte de France et le fort de Charlemont, à Givet, vus depuis la voie verte.

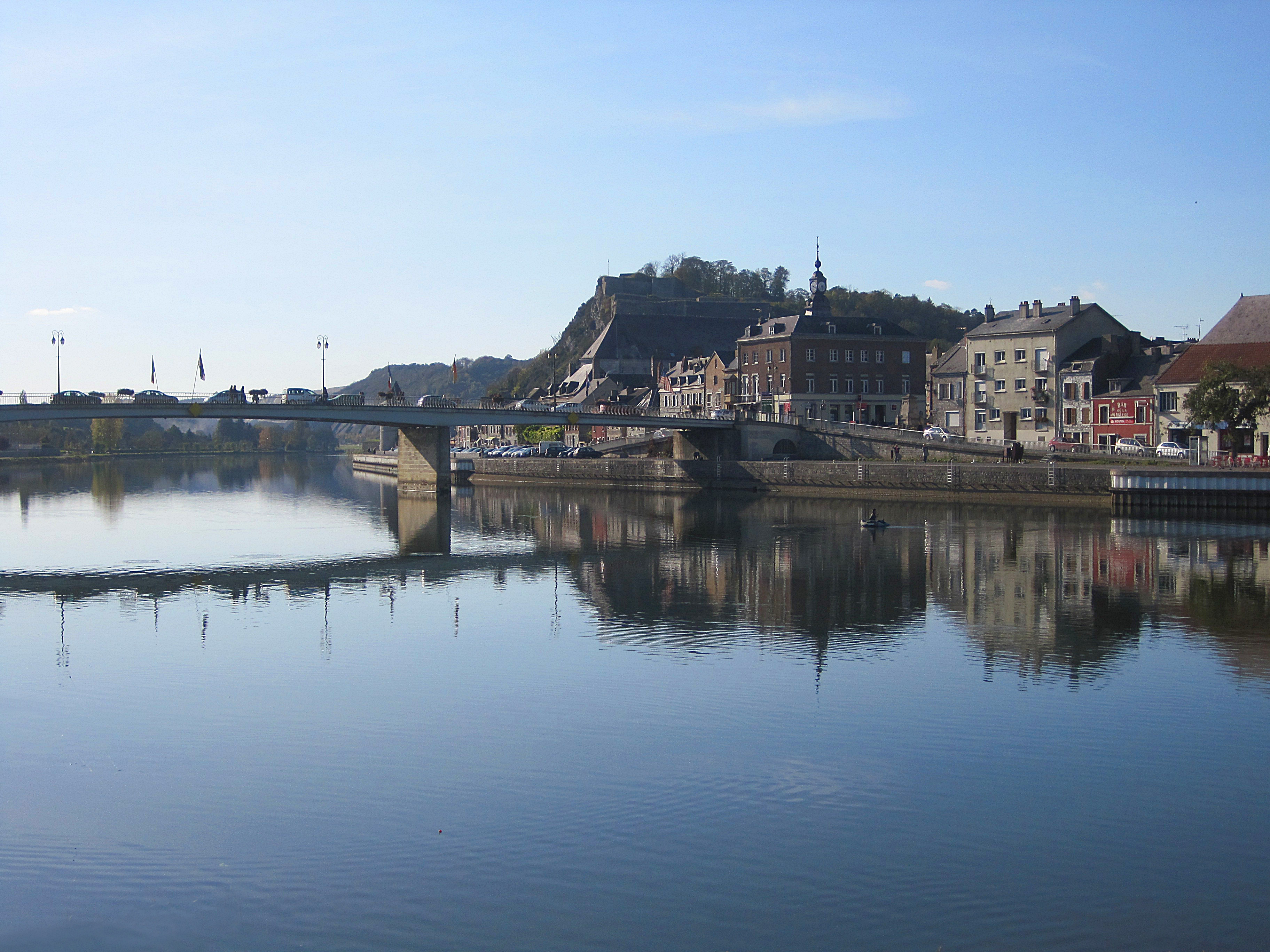
La Meuse, le pont Américain et le quartier Saint-Hilaire vus depuis le quai de Meuse.

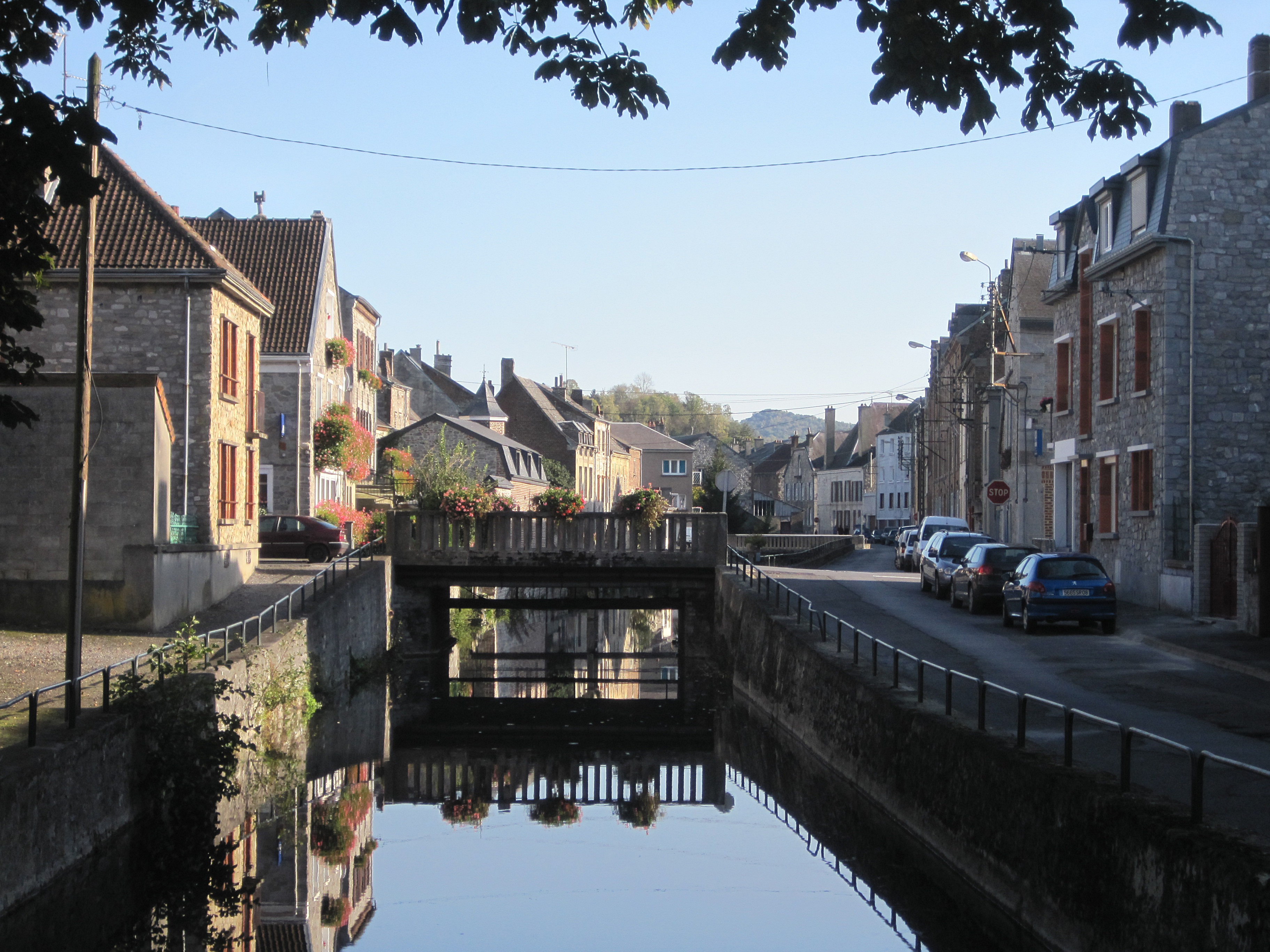
La rivière Houille et le quai de la Houille.

De plus, la ville est traversée par la voie verte Trans-Ardennes qui, en longeant la vallée de la Meuse, la relie jusqu'à Montcy-Notre-Dame, aux portes de Charleville-Mézières. À Givet, la voie verte commence à côté du square Albert-Ier, sur la rive droite de la Meuse. Il existe une jonction au nord de Givet avec le réseau RAVeL belge.
Du point de vue de la Belgique où Givet est ville-frontalière, celle-ci est située à 16 km au sud de Dinant, cité également arrosée par la Meuse et célèbre pour ses dinanderies ; et de part et d'autre de la large vallée de la Meuse, Givet est située à 10 km à l'ouest de Beauraing et à 23 km à l'est de Philippeville, toutes ces villes belges relèvant de la province de Namur.

### Un site urbain escarpé dans la large vallée de la Meuse
Givet est située sur les deux rives de la Meuse dont la large vallée est dominée, sur la rive gauche en amont de la ville, par un promontoire escarpé qui porte l'imposant fort de Charlemont. En face, sur la rive droite, le Mont d'Haurs est couronné par une vieille tour, la tour Grégoire, et des restes de fortifications. Le quartier principal, appelé le Grand-Givet ou Givet Saint-Hilaire est la vieille ville qui s'étend sur la rive gauche de la Meuse, entre le fleuve et le chemin de fer. Sur la rive droite, au confluent d'une petite rivière ardennaise, la Houille, se trouve le Petit-Givet ou Givet Notre-Dame.

### Transports
Ville frontière à l’extrémité du couloir de la botte de Givet, la ville est reliée au reste de la France par la D 8051 vers le sud. Par le nord, la route traverse la frontière et se poursuit jusqu'à Namur. La D 949 traverse la ville d'est en ouest, joignant les deux bouts de la RN 40 belge.
La gare de Givet est le terminus d'une ligne TER Grand Est reliant la ville à Charleville-Mézières. Des études sont en cours pour rétablir des liaisons ferroviaires transfrontalières via la ligne 154 actuellement limitée à Dinant. En attendant, seuls des autobus du réseau TEC permettent de faire la jonction.

### Hydrographie
La commune est dans le bassin versant de la Meuse au sein du bassin Rhin-Meuse. Elle est drainée par la Meuse, le canal de l'Est Branche-Nord, la Houille, le ruisseau de Rancennes, le ruisseau de Scheloupe, le ruisseau de Rompeine, le ruisseau de Massombre, le ruisseau de Fienne et le ruisseau de Mon Idee,.
La Meuse, d'une longueur de 486 km dans sa partie française, est un fleuve européen qui prend sa source en France, dans la commune du Châtelet-sur-Meuse, à 409 mètres d'altitude, et se jette dans la mer du Nord après un cours long d'approximativement 950 kilomètres traversant la France, la Belgique et les Pays-Bas. Elle s'écoule du sud vers le nord en longeant la commune sur son flanc sud-ouest puis la traversant, sur une longueur d'environ 5,7 km.
Le canal de l'Est Branche-Nord, d'une longueur de 141 km, est un chenal et un cours d'eau naturel navigable qui relie Givet à Troussey, où il rejoint le canal de la Marne au Rhin. Il se superpose par endroits, dans la commune, à la Meusesur une longueur d'environ 2,9 km.
L'Houille, d'une longueur de 16 km, prend sa source dans la commune de Hargnies et se jette  dans la Meuse sur la commune, après avoir traversé six communes.

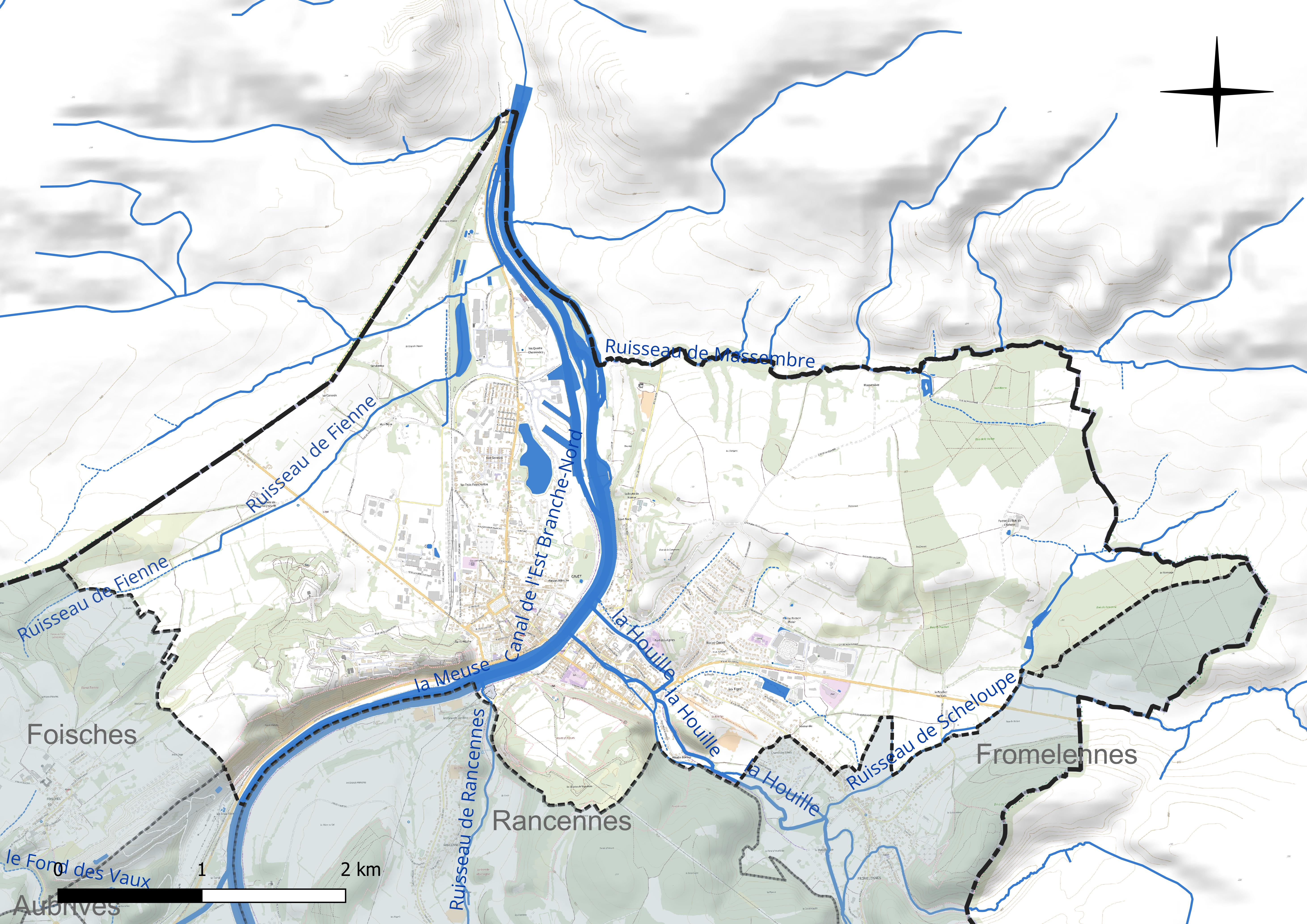
Réseau hydrographique de Givet.

### Climat
Pour des articles plus généraux, voir Climat du Grand Est et Climat des Ardennes.
En 2010, le climat de la commune est de type climat des marges montargnardes, selon une étude du Centre national de la recherche scientifique s'appuyant sur une série de données couvrant la période 1971-2000. En 2020, Météo-France publie une typologie des climats de la France métropolitaine dans laquelle la commune est exposée à un climat océanique altéré et est dans la région climatique Lorraine, plateau de Langres, Morvan, caractérisée par un hiver rude (1,5 °C), des vents modérés et des brouillards fréquents en automne et hiver.
Pour la période 1971-2000, la température annuelle moyenne est de 10,5 °C, avec une amplitude thermique annuelle de 15,6 °C. Le cumul annuel moyen de précipitations est de 880 mm, avec 13,8 jours de précipitations en janvier et 9,3 jours en juillet. Pour la période 1991-2020, la température moyenne annuelle observée sur la station météorologique de Météo-France la plus proche, « Rocroi », sur la commune de Rocroi à 32 km à vol d'oiseau, est de 9,5 °C et le cumul annuel moyen de précipitations est de 1 210,4 mm. 
La température maximale relevée sur cette station est de 37,6 °C, atteinte le 25 juillet 2019 ; la température minimale est de −14,7 °C, atteinte le 4 février 2012,,.
Les paramètres climatiques de la commune ont été estimés pour le milieu du siècle (2041-2070) selon différents scénarios d'émission de gaz à effet de serre à partir des nouvelles projections climatiques de référence DRIAS-2020. Ils sont consultables sur un site dédié publié par Météo-France en novembre 2022.

## Urbanisme

### Typologie
Au 1er janvier 2024, Givet est catégorisée petite ville, selon la nouvelle grille communale de densité à 7 niveaux définie par l'Insee en 2022.
Elle appartient à l'unité urbaine de Givet, une agglomération intra-départementale dont elle est ville-centre,. Par ailleurs la commune fait partie de l'aire d'attraction de Givet, dont elle est la commune-centre,. Cette aire, qui regroupe 11 communes, est catégorisée dans les aires de moins de 50 000 habitants,.

### Occupation des sols
L'occupation des sols de la commune, telle qu'elle ressort de la base de données européenne d’occupation biophysique des sols Corine Land Cover (CLC), est marquée par l'importance des territoires agricoles (54,5 % en 2018), en diminution par rapport à 1990 (59,1 %). La répartition détaillée en 2018 est la suivante : 
prairies (40,7 %), forêts (15,4 %), zones urbanisées (13,7 %), zones industrielles ou commerciales et réseaux de communication (8,4 %), terres arables (8 %), zones agricoles hétérogènes (5,9 %), eaux continentales (4,7 %), espaces verts artificialisés, non agricoles (1,5 %), milieux à végétation arbustive et/ou herbacée (1,5 %), mines, décharges et chantiers (0,3 %). L'évolution de l’occupation des sols de la commune et de ses infrastructures peut être observée sur les différentes représentations cartographiques du territoire : la carte de Cassini (XVIIIe siècle), la carte d'état-major (1820-1866) et les cartes ou photos aériennes de l'IGN pour la période actuelle (1950 à aujourd'hui).

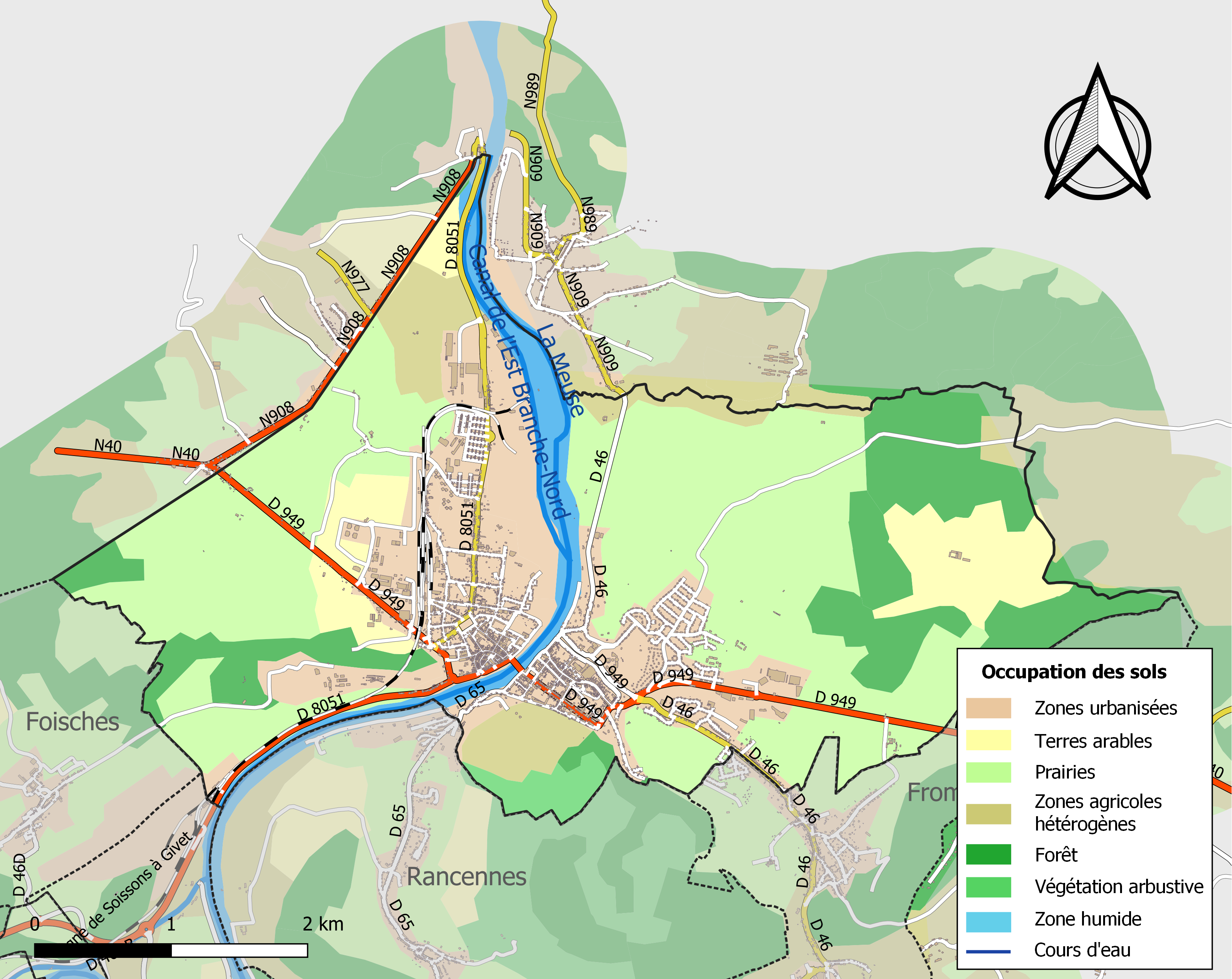
Carte des infrastructures et de l'occupation des sols de la commune en 2018 (CLC).

## Toponymie
Le nom de la localité est attesté sous les formes in vico Gabelio vers 743-50, in fisco Givelio en 930-931, Gabeliensis comes en 841, Gevelio en 882.
Givet proviendrait du nom d'un établissement mérovingien installé sur une rive de la Meuse et servant de péage lors des « trains de bois », principale richesse du pays. À l'époque l'impôt prélevé était appelé Gablum, il devint gabelium, givelium, givetium, et enfin, au XVe siècle givet. En patois local, les convois de bois flottants qui descendaient la Meuse étaient appelés « Les Givées ».

## Histoire
(novembre 2019).

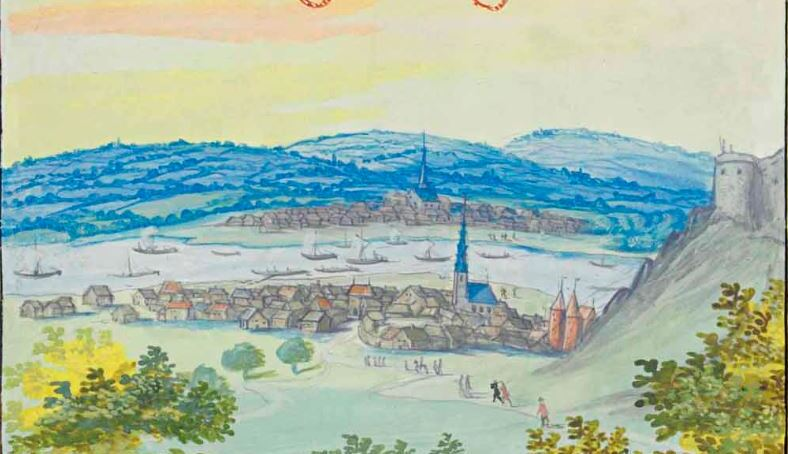
Les deux Givets fin XVIe siècle extrait de Albums de Croÿ.

La légende veut que saint Hubert ait vécu à Givet en 720 et qu'il y ait réalisé un miracle. Dès le IXe siècle, la Meuse permet d'écouler vers l'Angleterre et la Russie les produits en fer, en cuivre, en étain ou en céramique. Comme les autres villes wallonnes, Givet est incorporée en 855 à la Lotharingie, puis au Saint-Empire. Givet appartenait à la fin du Moyen Âge aux princes-évêques de Liège et abritait une résidence épiscopale secondaire. Au XIIIe siècle, elle est intégrée à la seigneurie d'Agimont-Givet.

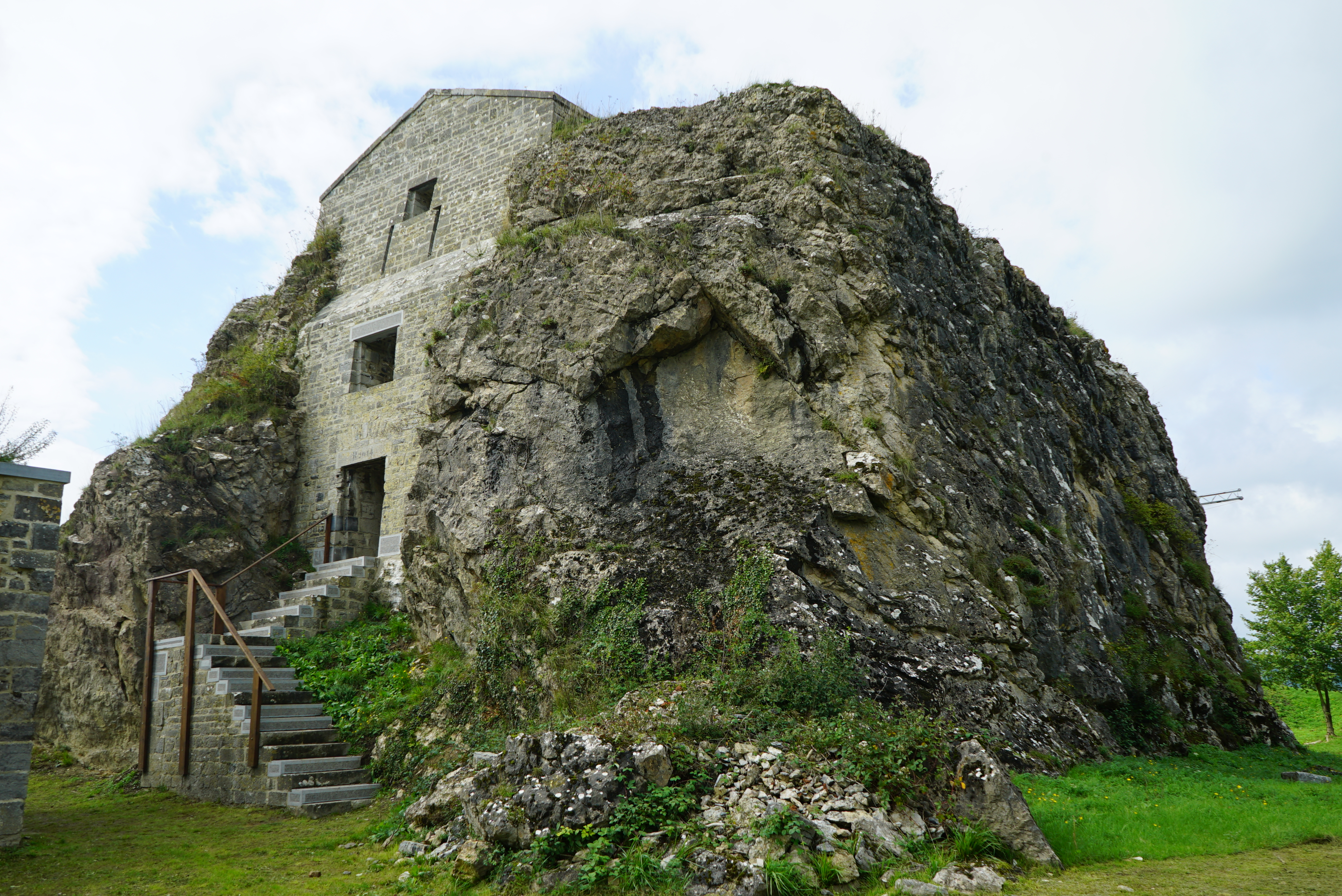
La tour Maugis, ancienne forteresse médiévale remaniée.

Le 6 avril 1555, la seigneurie d'Agimont est vendue par Louis de Stolberg, comte de Stolberg Königstein, à l'empereur Charles Quint, pour la somme de 145 000 florins de 40 gros. Marie de Hongrie, gouvernante des Pays-Bas espagnols, se charge de la vente, en tant que représentante de l'empereur. Aucun représentant du prince-évêque de Liège, suzerain de la terre agimontoise, n'est présent lors de la vente. À partir de juin 1555, les travaux, pour la construction d'une place forte, débutent sur les hauteurs de Givet Saint-Hilaire, sur la rive gauche de la Meuse. Selon les sources à notre disposition, des ruines venant d'un ancien édifice fortifié, antérieur à 1555, étaient encore visibles. À partir du 22 juillet 1555, Guillaume, prince d'Orange, est nommé chef et capitaine général de l'armée en charge de défendre la place en construction. Il remplace Charles de Berlaymont qui avait repoussé, quelques jours auparavant, l'attaque des troupes françaises venant de Mariembourg, les 15 et 16 juillet 1555 (bataille de Gimnée).
Entre 1620 et 1640, des artisans sont recrutés à Givet par le Liégeois Louis de Geer pour travailler en Suède et y développer la sidérurgie. En 1680, la place de Charlemont fut remise à Louis XIV en exécution de la paix de Nimègue ; en 1699, le traité de Lille complétant la paix de Ryswick, confirma à la France la possession des deux Givet. Le roi de France fit alors compléter les fortifications de Charlemont et celles de Givet Saint-Hilaire (Grand Givet) sous la direction de Vauban.
En 1815, les Prussiens, commandés par le lieutenant von Prittwitz, mettent le siège devant la ville.

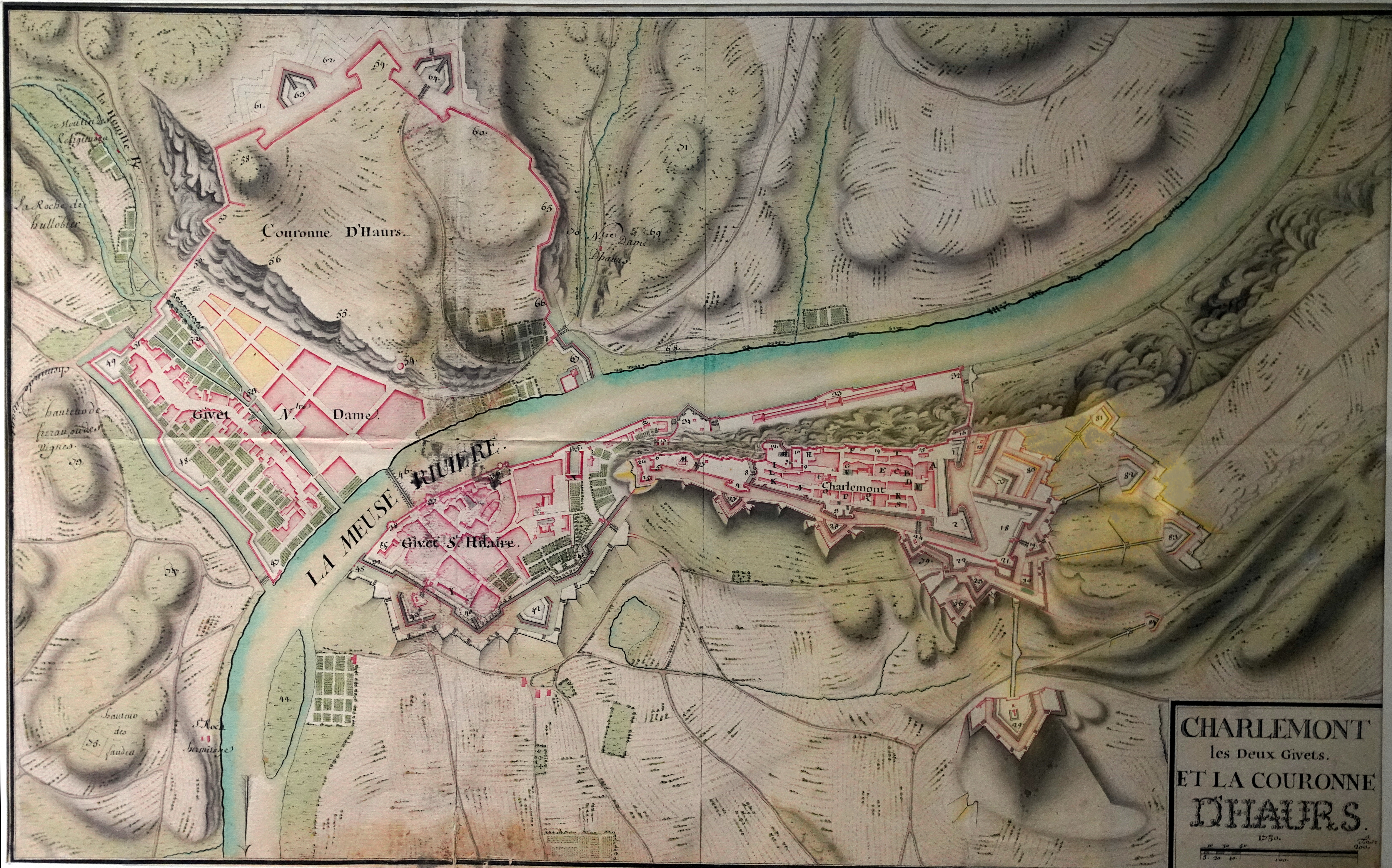
Charlemont les deux Givets et la couronne d'Haurs daté de 1730.

En 1829, deux associés, Piret et Lefebvre, ouvrent une fabrique de crayons de plombagine. Ils revendent l'affaire en 1836 à l'industriel liégeois Léonard Gilbert. Pendant la Première Guerre mondiale, l'activité cesse car le stock de bois est pillé.

### Première Guerre mondiale
Le bombardement de la ville commence le 29 août 1914 et dure trois jours. C'est au cours de ces bombardements que fut abimée la caserne Rougé puis pillée pour ses pierres bleues, en son temps connue comme étant la plus longue caserne de France.
Lors de l'occupation allemande, elle fut, ainsi que Fumay, rattachée administrativement à la Belgique à partir de 1915.

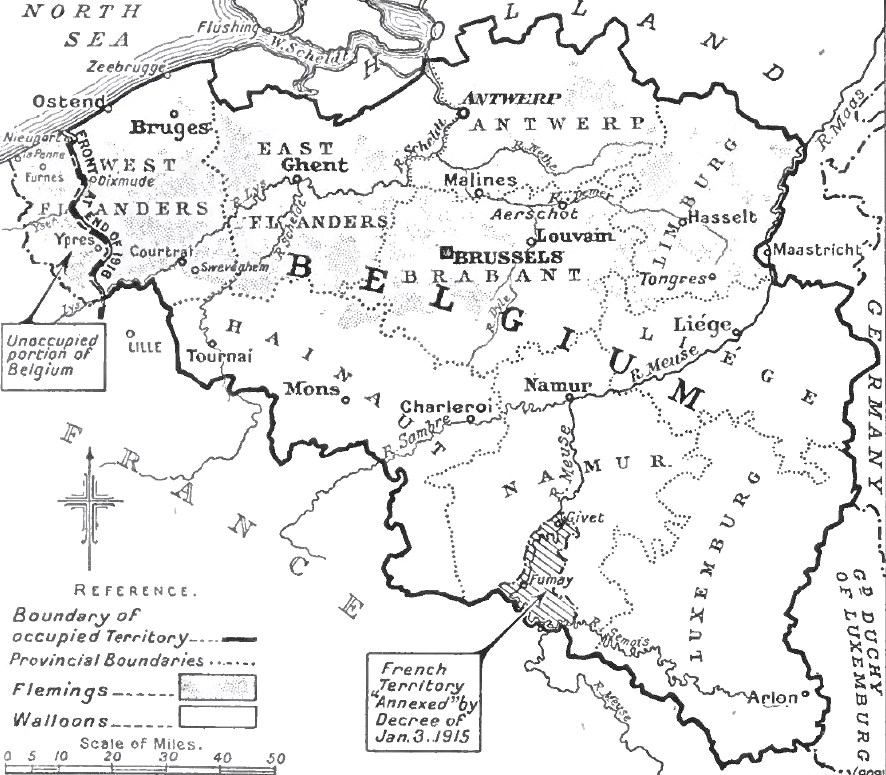
Carte de la Belgique occupée.

La ville a reçu la Croix de guerre en 1923.

### Entre-deux-guerres
L'usine de crayons ferme ses portes en 1938 et, en janvier 1940, est transférée à Saint-Aubin-lès-Elbeuf. Elle comportait 200 machines-outils et une scierie, un atelier d'usinage pour la fabrication des outils et un laboratoire. L'atelier de vernissage situé le long de la rue Bouzy a été détruit et l'ensemble des bâtiments subsistants est actuellement converti en logements.

### Seconde Guerre mondiale
Lors de la bataille de France, les Allemands de la 32. Infanterie-Division (32. ID de Franz Böhme) occupèrent la partie de Givet sur la rive droite à partir du 13 mai 1940. Les ponts ont sauté et la division allemande qui doit traverser la Meuse, devra le faire à l'aide de canots sous le feu de la 22e division d'infanterie française (22e DI, général Béziers-Lafosse). Une tentative le jour même à Chooz échoue et le général Adolf Strauß (chef du II. Armee-Korps dont dépend la 32. ID) repousse l'attaque au lendemain pour que la division puisse se préparer à devoir forcer le passage.
Le lendemain matin, la division allemande passe à l'offensive générale sur le fleuve : au nord, l’Infanterie-Regiment 96 (IR 96) au niveau de Bac au Prince face à la liaison du 19e régiment d'infanterie (19e RI) et du I/116e régiment d'infanterie (I/116e RI), tandis qu'attaque à Givet même l’Infanterie-Regiment 4 (IR 4) contre le III/116e RI. Par ailleurs, les régiments allemands sont renforcés par d'autres unités et soutenus par plusieurs groupements d'artillerie. Ils réussissent leur traversée au nord à l'aube, la défense du I/19e RI cesse mais la contre-attaque d'une section du I/116e RI rétablit la situation de son bataillon face au nord où les Allemands auraient pu désormais les déborder. Le feu français, notamment celui provenant du fort de Charlemont, cause de lourdes pertes aux Allemands qui traversent la Meuse, si bien que le front de la 22e DI tient toujours à 10 h. Mais l'action des canons du fort cesse bientôt, touchés par ceux des Allemands ou par la Luftwaffe qui a dû être demandée en renfort par la 32. ID, le reste de l'artillerie se repliant alors, laissant l'infanterie avec ses seules armes, ce qui ne suffit plus. Un nouveau régiment allemand arrive en renfort : l’Infanterie-Regiment 94 qui traverse la Meuse au sud de l’IR 96. Bien que les tirs français continuent à leur infliger des pertes, les Allemands sont de plus en plus nombreux à traverser ; l’IR 4 réussit à passer plus au sud contre le II/116e et le II/62e régiment d'infanterie. À la suite de l'attaque allemande, notamment aérienne, des défenseurs français cèdent à la panique et fuient vers l'arrière ; le capitaine Queignec (chef de la 7/62e RI) signale ainsi : « mes hommes sont affolés et, malgré tous mes efforts, abandonnent la position ; j'en ai honte et je reste » ; il trouvera la mort le soir même. Au milieu de l'après-midi, ainsi menacée au nord et au sud par l'avancée des Allemands, la 22e DI se retire de la Meuse. Mais certaines de ses unités poursuivent le combat ; la rive gauche de Givet, bien que bombardée, reste ainsi tenue par le III/116e RI, empêchant les Allemands d'y établirent un pont. Le lieutenant Charpentier se voit confier la « mission de sacrifice » de tenir le fort de Charlemont ; le fort de Condé est occupé par le capitaine Cothereau et le château du Tertre par le capitaine Belin.
Givet fut libérée le 7 septembre 1944.
En décembre 1944, Charlemont abrita 11 000 soldats américains. Le 24 décembre, dans un dernier effort, l'offensive allemande à travers les Ardennes, tentant de renouveler la percée de mai 1940, atteint les portes de Givet. Mais l'héroïque défense de Bastogne (Belgique) et les contre-attaques des troupes alliées anéantissent le dernier espoir d'Hitler.

### De nos jours
Aujourd'hui, Givet conjugue histoire et modernité. L'importance considérable de son patrimoine architectural, riche en sites et monuments, complété par de nombreuses réalisations récentes, lui permet de développer une activité touristique intéressante.

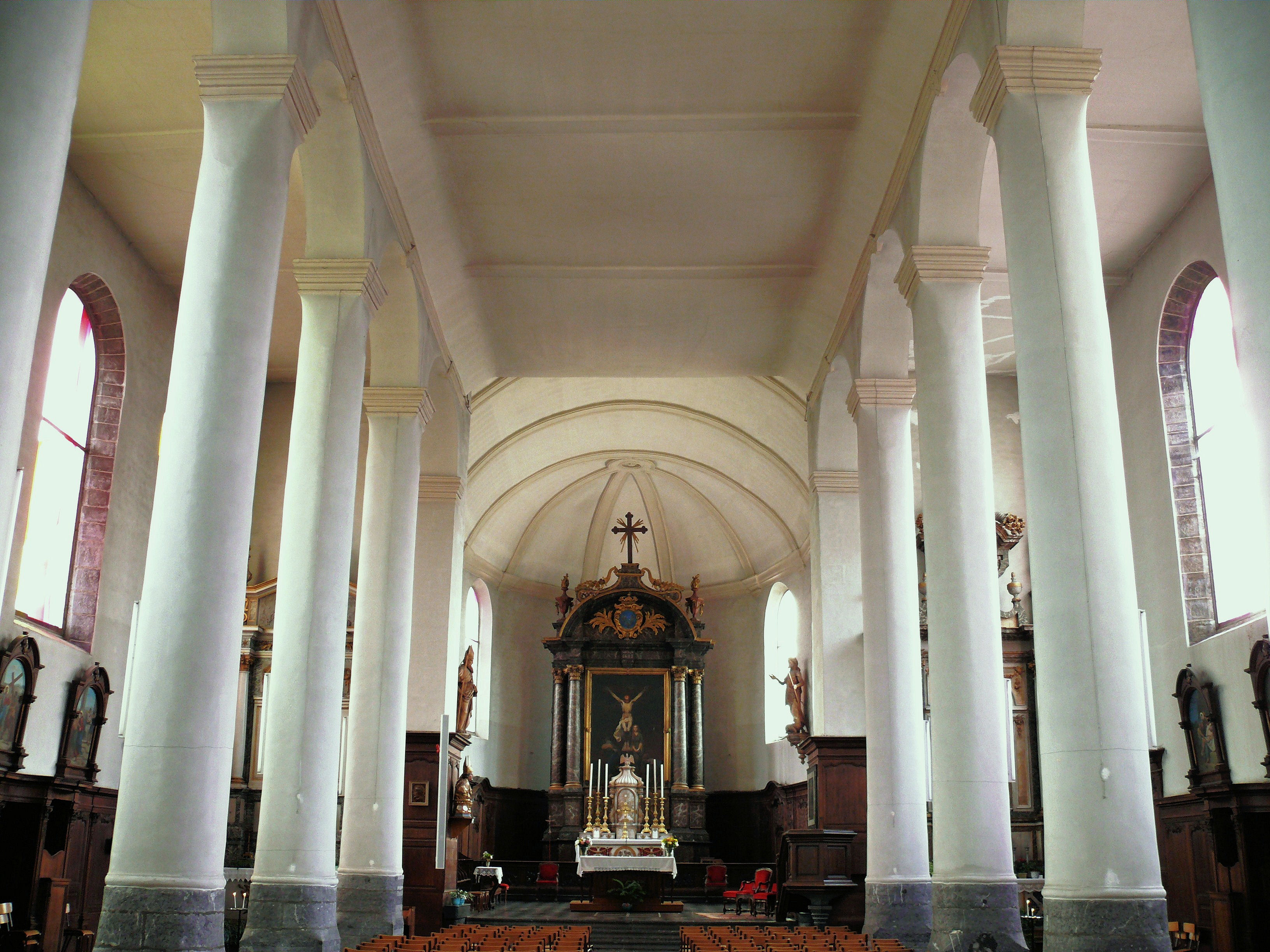
Église Saint-Hilaire - Nef.

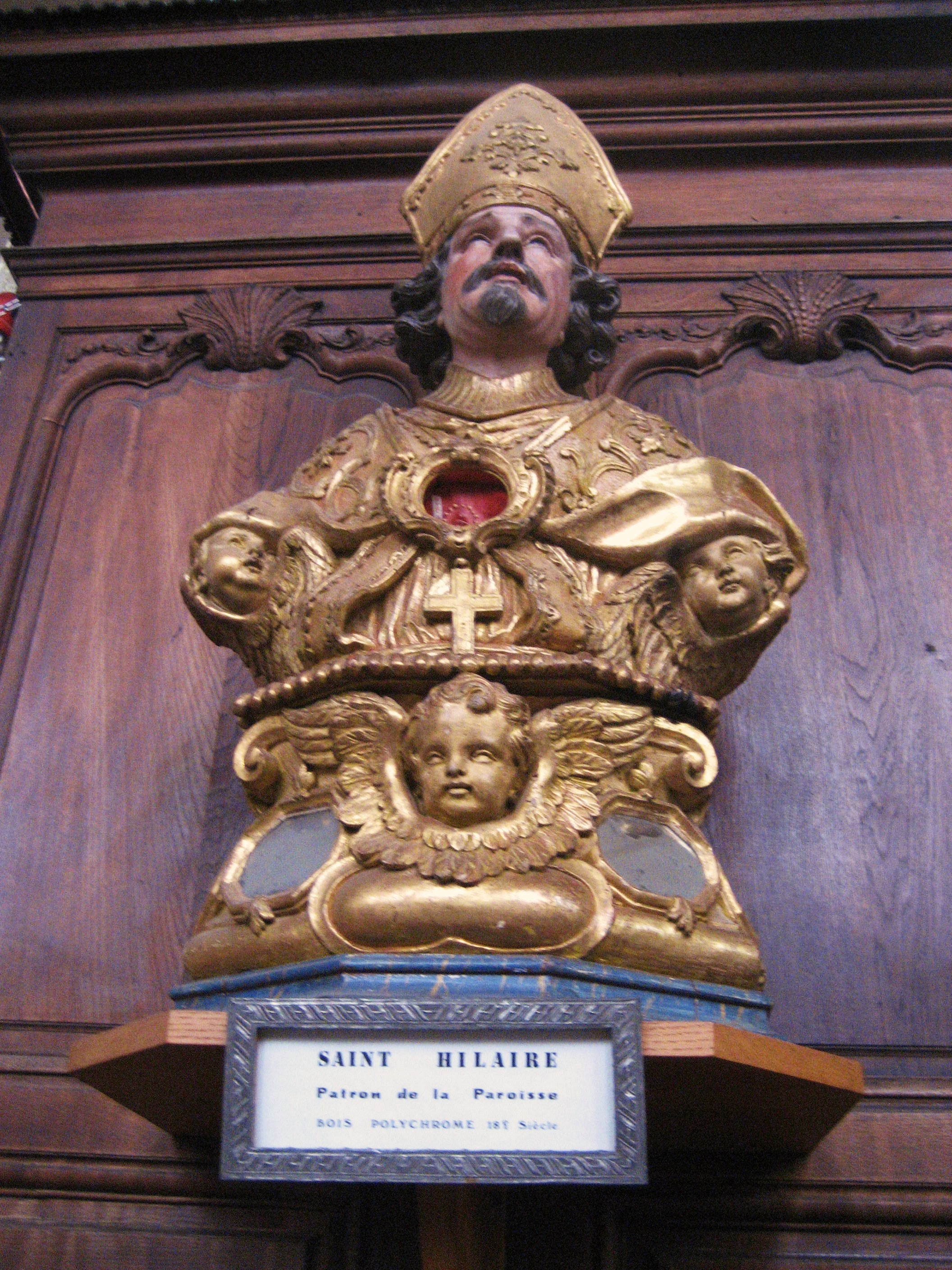
Buste de saint Hilaire, patron de la paroisse à Givet.

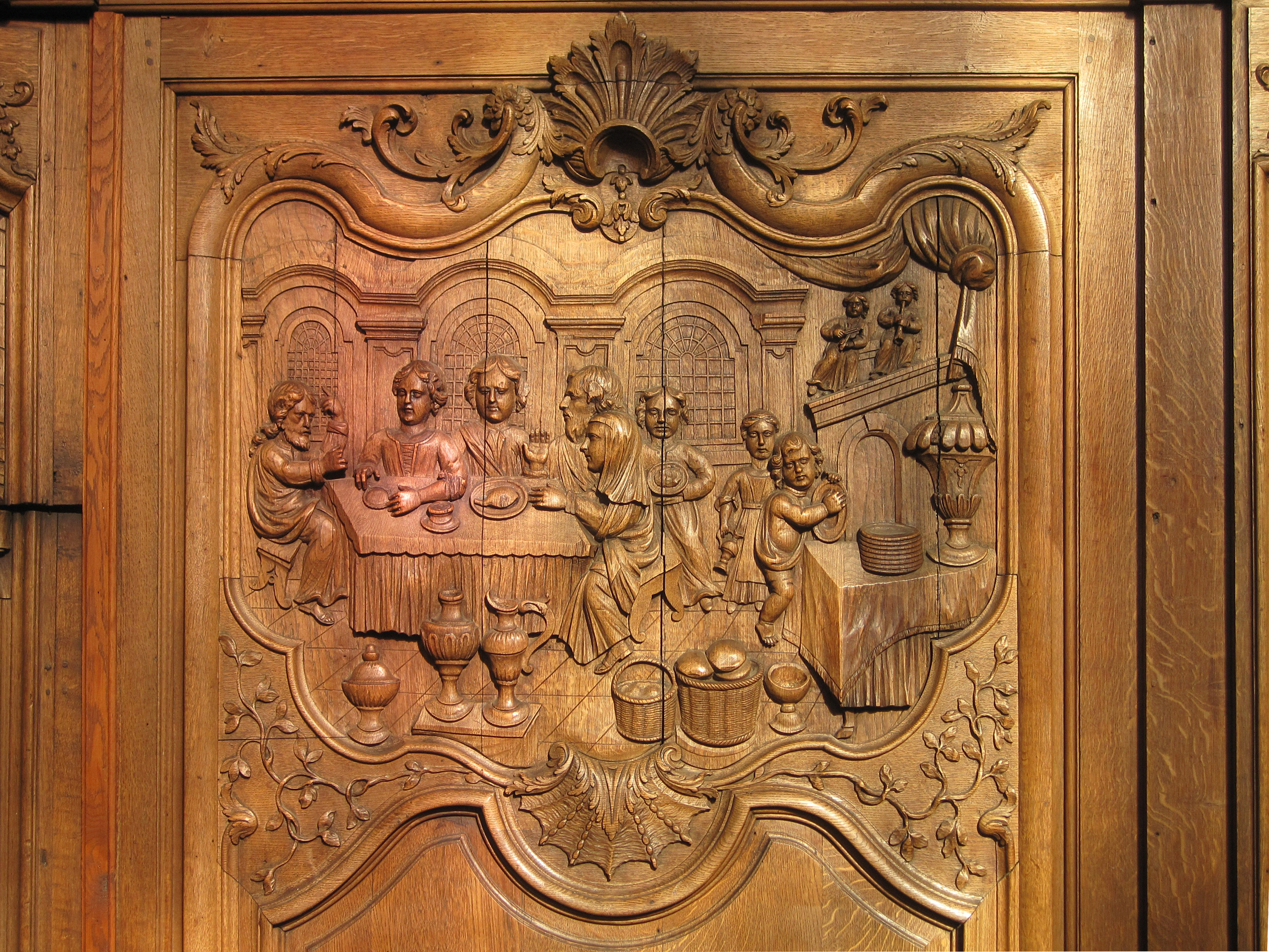
Panneau sculpté des stalles de l'église Saint-Hilaire.

Ainsi, son histoire se découvre-t-elle en flânant dans les rues « en demi-cercle » du « Vieux Givet » dont les sites et monuments les plus représentatifs sont les suivants :
- l'église Saint-Hilaire et ses boiseries Louis XV,
- l'église Notre-Dame et ses nombreux objets classés,
- la forge Toussaint,
- la tour Victoire et ses expositions permanentes,
- la tour Grégoire et son imprenable point de vue,
- le Centre européen des métiers d'art, fondé en 1989, où de nombreuses œuvres d'artisans ainsi qu'une cave de produits du terroir sont à découvrir,
- le couvent des Récollectines, réhabilité en centre culturel « bibliothèque - médiathèque »,
- l'ancien manège militaire transformé en espace de spectacles et cinéma,
- le fort de Charlemont et sa pointe est, illuminée en soirée, etc.
À la suite des inondations de 1995, un important chantier d'édification de nouveaux quais pouvant être rehaussés par des planches mobiles, de rénovation du port et incluant un nouveau barrage à caissons a été lancé.

## Politique et administration

### Tendances politiques et résultats
Claude Wallendorff a exercé trois mandats successifs de maire et ne s'est pas représenté en 2020, soutenant en revanche Robert Itucci, retenu pour le nouveau mandat, à la suite d'une triangulaire avec un scrutin serré,.
En 2017, la commune de Givet a voté majoritairement pour Jean-Luc Mélenchon à 29,62% des suffrages exprimés (847 voix), devant Marine Le Pen avec 24,23% (693 voix) et Emmanuel Macron avec 17,94% (513 voix).

### Liste des maires
| Période   | Période      | Identité                            | Étiquette       | Qualité                                                                                          |
| --------- | ------------ | ----------------------------------- | --------------- | ------------------------------------------------------------------------------------------------ |
| juin 2020 | En cours     | Robert Itucci                       | DVD             |                                                                                                  |
| mars 2001 | juin 2020    | Claude Wallendorff                  | DVD             | Conseiller général puis départemental depuis 2008                                                |
| juin 1995 | mars 2001    | Alain Vandevelde                    | app. UDF        | Conseiller général (1994-2001)                                                                   |
| 1982      | 1995         | Pierre Tassin                       | RPR             | Conseiller général (1982-1994)                                                                   |
| 1971      | 1982         | André Bertrand                      | RPR             | Conseiller général (1982)                                                                        |
| 1953      | 1971         | Roger Declef                        | UDR puis RI     | Pharmacien Conseiller général (1964-1976)                                                        |
| 1945      | 1953         | Émile Benoist                       | SFIO            | Enseignant Conseiller général (1945-1958)                                                        |
| 1944      | 1945         | Désiré Emmanuel Guillemot           | PCF             | Électricien Résistant (FTPF)                                                                     |
| ?         | ?            | Alphonse Pirlot                     | Radical         | Vétérinaire Conseiller général (1928-1940)                                                       |
| 1912      | 1925         | Paul Cavalier                       |                 | Industriel Conseiller général (1919-1922) Chevalier de la Légion d'honneur                       |
| 1899      | 1912         | Alphonse Fenaux                     | Radical         | Brasseur et négociant en grains Conseiller général (1898-1919)                                   |
| 1884      | 1898 (décès) | Jules Lartigue                      | Gauche radicale | Fonctionnaire des Eaux et Forêts Conseiller général (1886-1898) Chevalier de la Légion d'honneur |
| 1871      | 1876 (décès) | Étienne-Charles Collardeau-Duheaume |                 | Notaire Conseiller d'arrondissement Chevalier de la Légion d'honneur                             |
| 1846      | 1863         | Étienne-Charles Collardeau-Duheaume |                 | Notaire Conseiller d'arrondissement                                                              |

## Population et société

### Classement démographique
Selon les données de l’Insee, la population de la ville de Givet s'établit à 6 736 habitants au recensement de la population du 1er janvier 2008 (population municipale).
Avec une superficie communale de 1 841 hectares, la densité de population s'élève à 366 habitants par km², ce qui en fait l'une des dix communes les plus densément peuplées du département des Ardennes.
En 2008, l’unité urbaine de Givet, qui s'étend sur trois communes, regroupe 8 511 habitants et se classe au 4e rang départemental, après les agglomérations urbaines de Charleville-Mézières, Sedan et Rethel, et son aire urbaine rassemble 8 734 habitants.
Ces différentes données font de Givet non seulement la quatrième ville la plus peuplée du département des Ardennes, mais également la quatrième agglomération urbaine du département. Il en est de même pour son aire urbaine.
Au niveau régional, elle occupait la treizième place en Champagne-Ardenne quant à son unité urbaine.

### Évolution démographique
L'évolution du nombre d'habitants est connue à travers les recensements de la population effectués dans la commune depuis 1793. Pour les communes de moins de 10 000 habitants, une enquête de recensement portant sur toute la population est réalisée tous les cinq ans, les populations de référence des années intermédiaires étant quant à elles estimées par interpolation ou extrapolation. Pour la commune, le premier recensement exhaustif entrant dans le cadre du nouveau dispositif a été réalisé en 2005.

En 2022, la commune comptait 6 356 habitants, en évolution de −5,91 % par rapport à 2016 (Ardennes : −2,97 %, France hors Mayotte : +2,11 %).
| 1793  | 1800  | 1806  | 1821  | 1831  | 1836  | 1841  | 1846  | 1851  |
| ----- | ----- | ----- | ----- | ----- | ----- | ----- | ----- | ----- |
| 4 100 | 3 643 | 3 879 | 4 068 | 4 220 | 4 293 | 5 689 | 5 855 | 5 639 |

| 1866  | 1872  | 1876  | 1881  | 1886  | 1891  | 1896  | 1901  | 1906  |
| ----- | ----- | ----- | ----- | ----- | ----- | ----- | ----- | ----- |
| 5 801 | 5 104 | 5 575 | 6 972 | 7 820 | 7 083 | 7 100 | 6 947 | 7 468 |

| 1911  | 1921  | 1926  | 1931  | 1936  | 1946  | 1954  | 1962  | 1968  |
| ----- | ----- | ----- | ----- | ----- | ----- | ----- | ----- | ----- |
| 7 759 | 5 519 | 6 803 | 6 826 | 6 923 | 5 524 | 6 656 | 7 444 | 7 865 |

| 1975  | 1982  | 1990  | 1999  | 2005  | 2006  | 2010  | 2015  | 2020  |
| ----- | ----- | ----- | ----- | ----- | ----- | ----- | ----- | ----- |
| 7 804 | 7 587 | 7 775 | 7 372 | 6 949 | 6 828 | 6 663 | 6 699 | 6 343 |

| 2022  | - | - | - | - | - | - | - | - |
| ----- | - | - | - | - | - | - | - | - |
| 6 356 | - | - | - | - | - | - | - | - |

### Manifestations culturelles et festivités

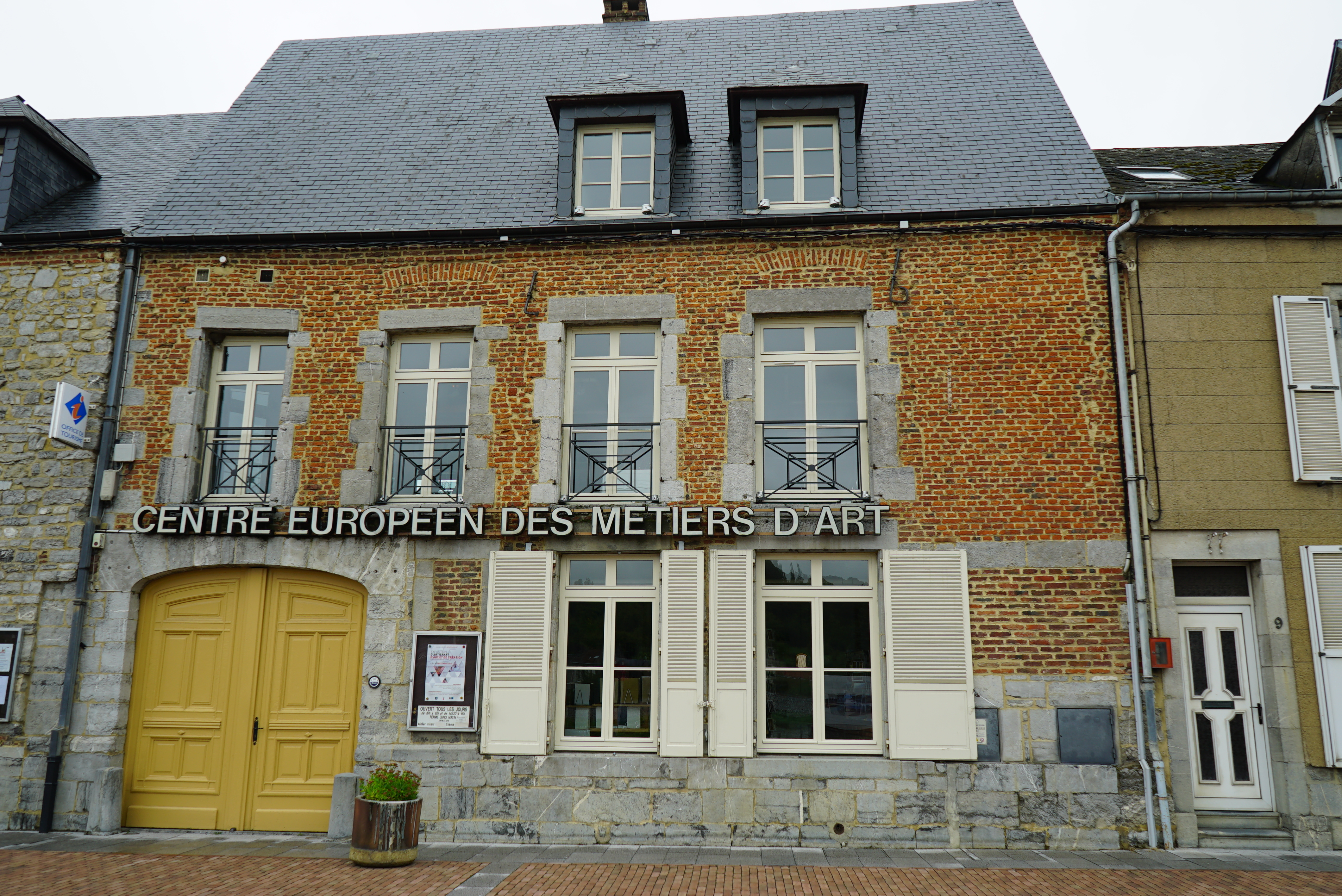
Le Centre européen des métiers d'art à Givet.

- Givet est connue pour sa Foire aux oignons le 11 novembre, pendant laquelle les rues sont animées par des marchands et la fête foraine sur les deux places.
- Fête des roses : depuis 1921, défilé des enfants des écoles déguisés, en juin.
- Carnaval : en avril.
- Peintres dans la ville : deux week-ends de juillet, les peintres exposent dans la rue.
- Festival national de musique militaire : chaque début d’été.

## Économie

### Le port fluvial
Située de part et d'autre de la Meuse, la ville possède un port fluvial de commerce qui fut géré jusqu'en 2010 par la Chambre de commerce et d'industrie des Ardennes. Ce port toujours actif sur le fleuve subit toutefois la rude concurrence des voies terrestres qui ont été considérablement modernisées (A34, A4, RD 988, RD 43) et qui privilégient davantage la liaison Est-Ouest.
Ce trafic fluvial fut à l'origine de son développement industriel qui commença réellement à la fin du XVIIIe siècle et dura presque 150 ans jusqu'en 1997, où il fut pratiquement abandonné.
Aujourd’hui, il constitue le terminus des voies à grand gabarit sur la Meuse pouvant recevoir des péniches jusqu'à 1 350 tonnes de port en lourd. Aménagé en plate-forme multimodale avec une logistique réduite depuis la fin des liaisons ferroviaires avec la Belgique, le port fluvial maintient un trafic modeste. Ce dernier s'élevait à 280 000 t en 2004. Il avait reçu un grand dépôt pour l’importation de voitures neuves, à présent désaffecté.
Sa gestion a été confiée en 2011 à Eau et Force, filiale de la Lyonnaise des Eaux (Suez), qui envisage de hausser le trafic à 500 000 t par an avec un plan de modernisation ambitieux s'étendant sur les 35 hectares du site portuaire actuel.

### Une tradition industrielle en voie de disparition
Pendant ce vigoureux essor industriel, la cité acquit une forte renommée pour la qualité des pipes et têtes de pipe en céramique qui y étaient fabriquées.
Au milieu du XIXe siècle, une demi-douzaine de fabricants dont Blanc-Garin et Gambier se partageaient le travail.
Longtemps reconnue comme une cité industrielle, Givet connaît aujourd'hui un fort taux de chômage à cause d'une désindustrialisation désastreuse commencée dès les années 1980. Un des symboles de cette crise industrielle fut la fermeture retentissante de l'usine Cellatex en 2000.

## Culture locale et patrimoine

### Lieux et monuments

#### Le centre culturel Pierre-Tassin (ex-couvent des Récollectines)

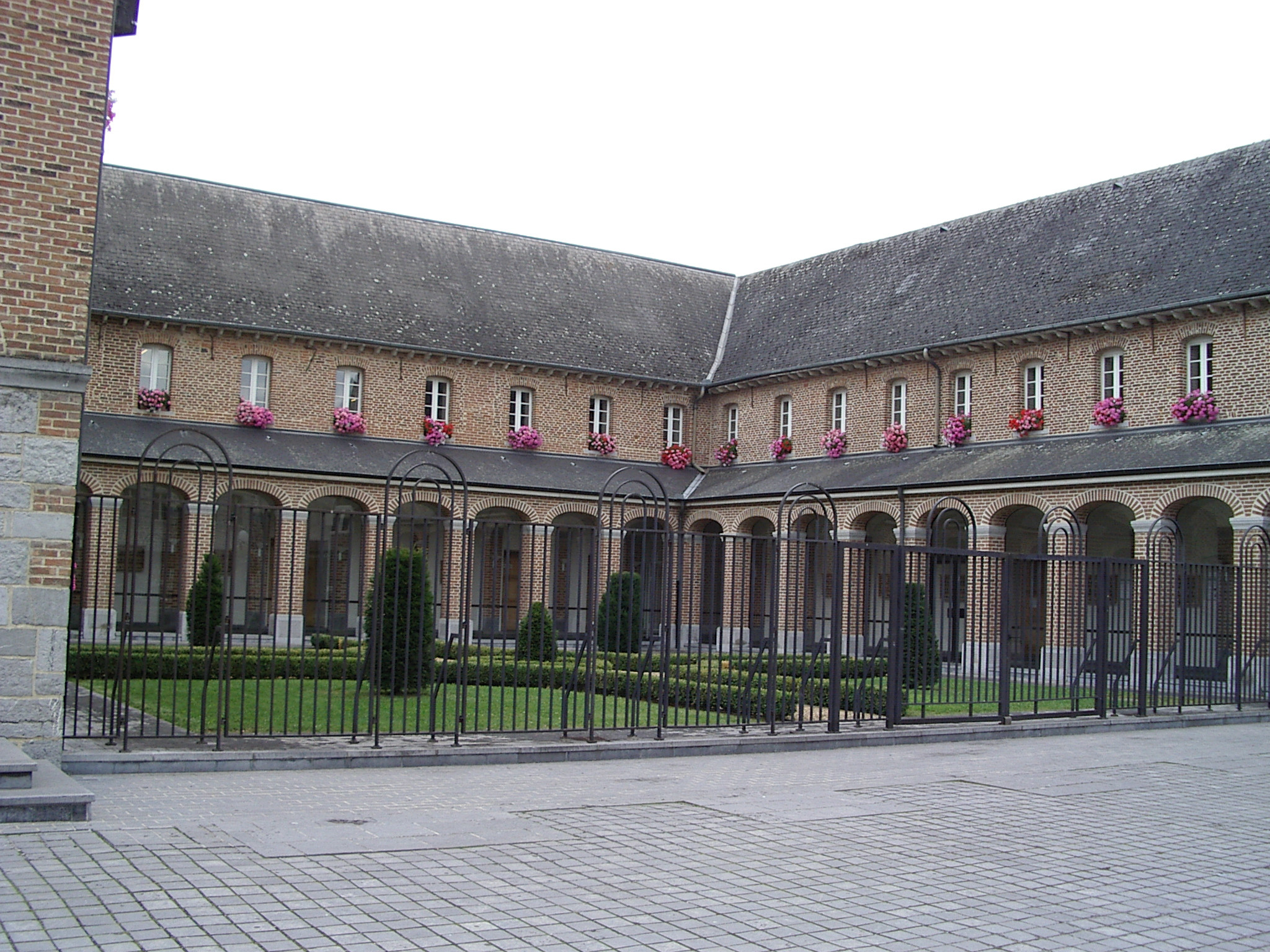
Déambulatoire du couvent des Récollectines.

Le couvent des Récollectines de Givet, entièrement rénové constitue désormais un ensemble culturel, le « centre Pierre-Tassin ». Depuis 1988, y sont ainsi accueillies en permanence une bibliothèque et une médiathèque. Ponctuellement, des expositions ou manifestations diverses y sont organisées.

#### L'église Saint-Hilaire
Détruite par le maréchal de Créquy, en 1675, l'église Saint-Hilaire est reconstruite rapidement. En 1683, la nef et le massif antérieur sont achevés. Le chœur est construit au-dessus la rue dite depuis « de la Fausse-Porte », entre 1685 et 1702. Certains en attribuent le plan à Vauban, sans preuve.

#### L'église Notre-Dame
Reconstruite de 1729 à 1732, sur les ruines de l'église détruite en 1696, l'église Notre-Dame avait elle-même été fondée sur l'emplacement d'une église médiévale dont la fondation a été attribuée à saint Hubert, évêque de Liège. Au moment de l'agrandissement de l'église, elle a été retournée, le chœur actuel était la nef. Le maître-autel vient de l'église du Collège des Jésuites de Dinant et les stalles du couvent des Dominicains de Huy.

#### LachapelleSaint-Roch
La chapelle, rue Méhul, porte une dédicace du XVIIe siècle mais est sûrement plus ancienne, elle est une propriété privée depuis la Révolution française. Elle est visible depuis le centre culturel Pierre-Tassin.

#### Le fort de Charlemont
Dominant la ville, cette forteresse créée en 1555 et refaite par Vauban en 1696, doit son nom à l'empereur Charles Quint. Sa construction nécessitera 3 000 ouvriers auxquels s'ajouteront 20 000 fantassins et 3 000 cavaliers.
Le fort abrite entre 1961 et 2009 le Centre d'entraînement commando de l'armée de terre.

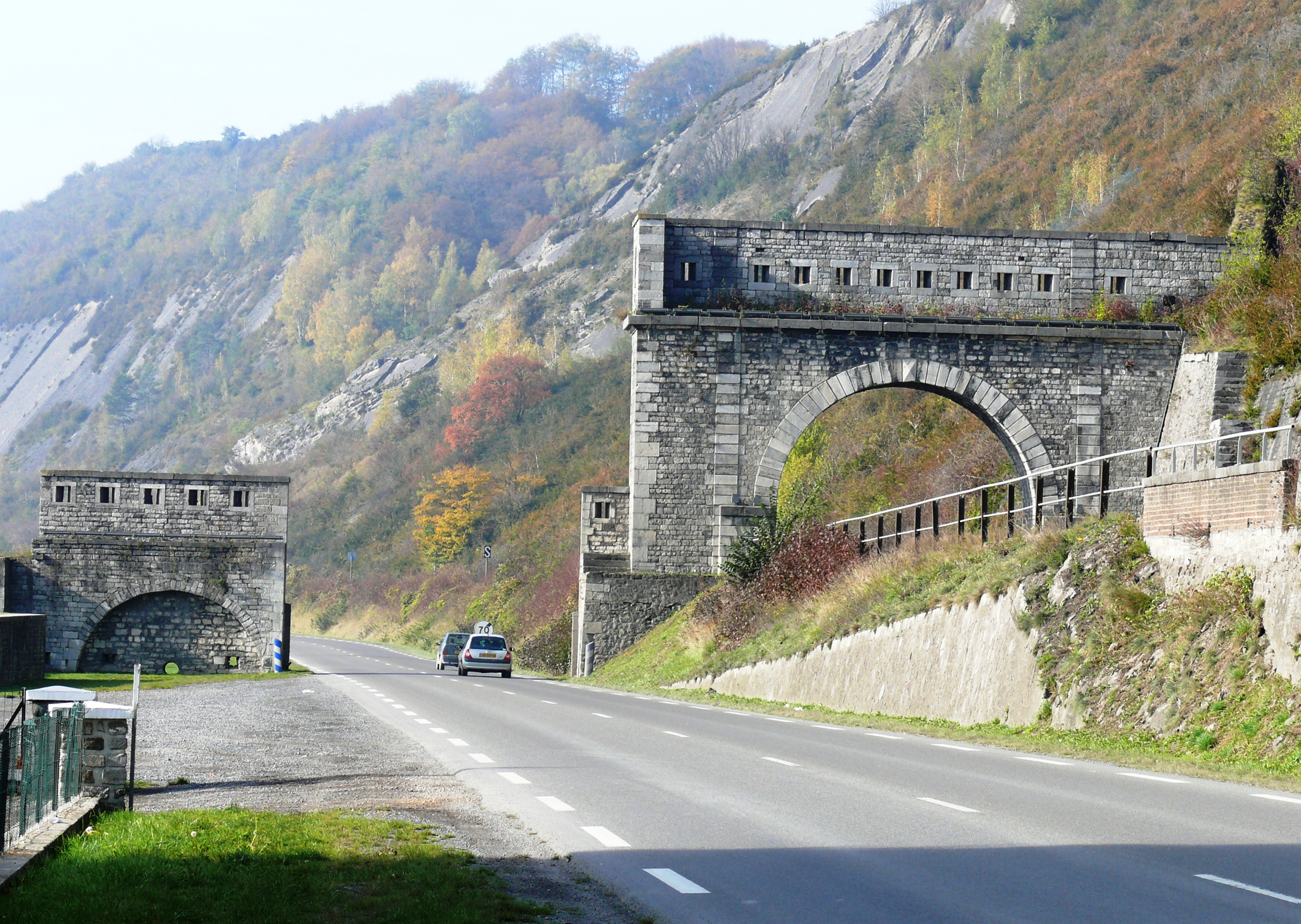
Porte de France.

#### La Porte de France
La Porte de France protégeait jadis l'accès de la ville, au sud, sur la rive gauche de la Meuse, en direction de Charleville et de Rocroi. En 1862, elle fut aménagée pour le passage du chemin de fer, puis pour celui de la route (RN 51).

#### L'église et chapelle Notre-Dame-du-Bon-Secours
Église et chapelle Notre-Dame-du-Bon-Secours (les Trois Fourchettes)

#### La chapelle du cimetière
La chapelle Saint-Roch du cimetière, rue de Tivoli.

#### Le barrage des Quatre-cheminées
Un barrage à aiguilles a été construit en 1875, au moment de la canalisation de la Meuse, pour en réguler le niveau.
À la suite de l'inondation de 1995 qui, après la rupture de la digue sur 2,5 km de long, a vu les quartiers de la ville envahis, décision a été prise de reconstruire le barrage. Le 26 octobre 2006 est posée la première pierre du nouveau barrage à vannes-clapets. L'ouvrage a été terminé en 2008.

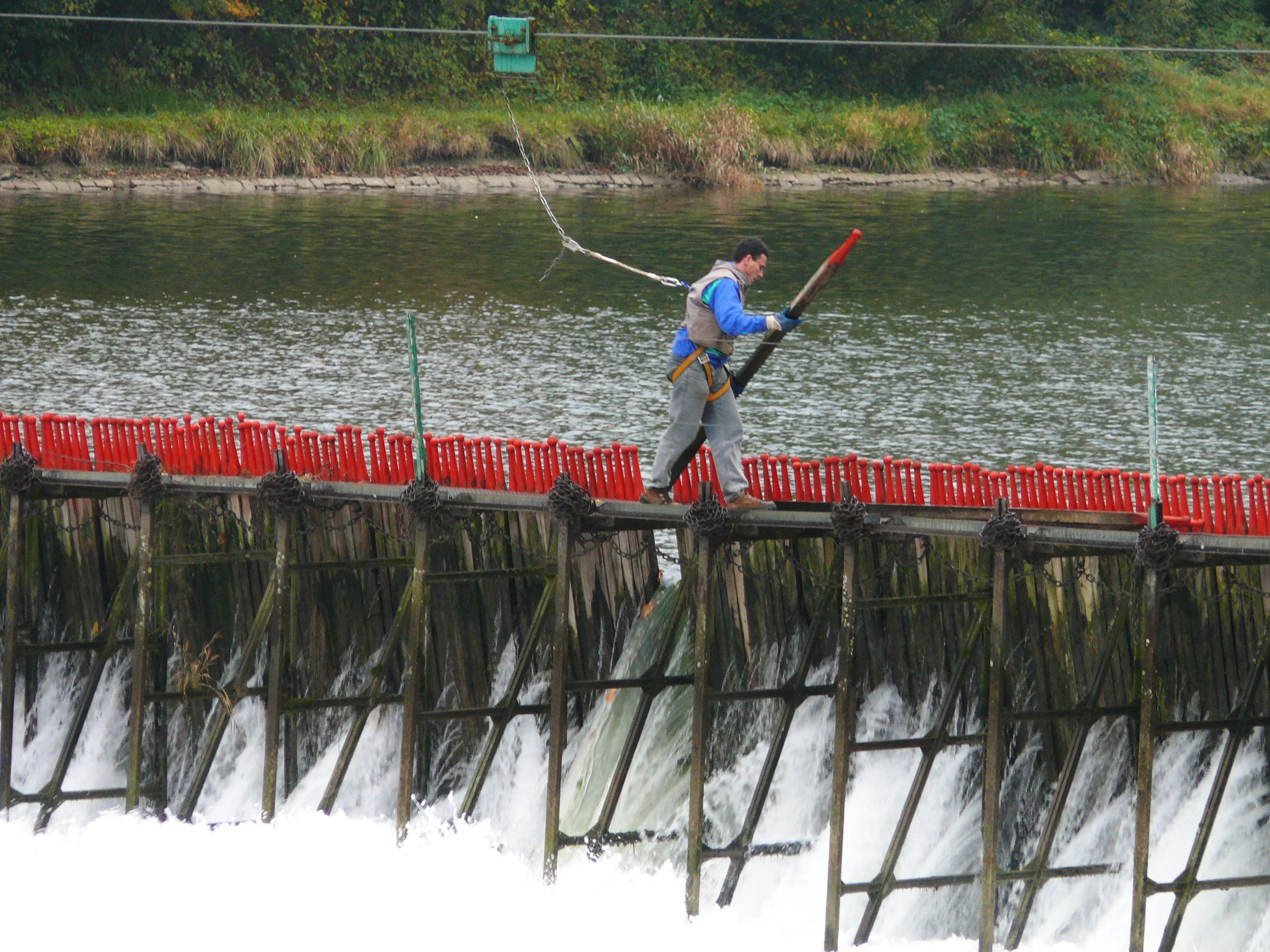
L'ancien barrage à aiguilles des Quatre Cheminées. Aiguille en cours de dépose.
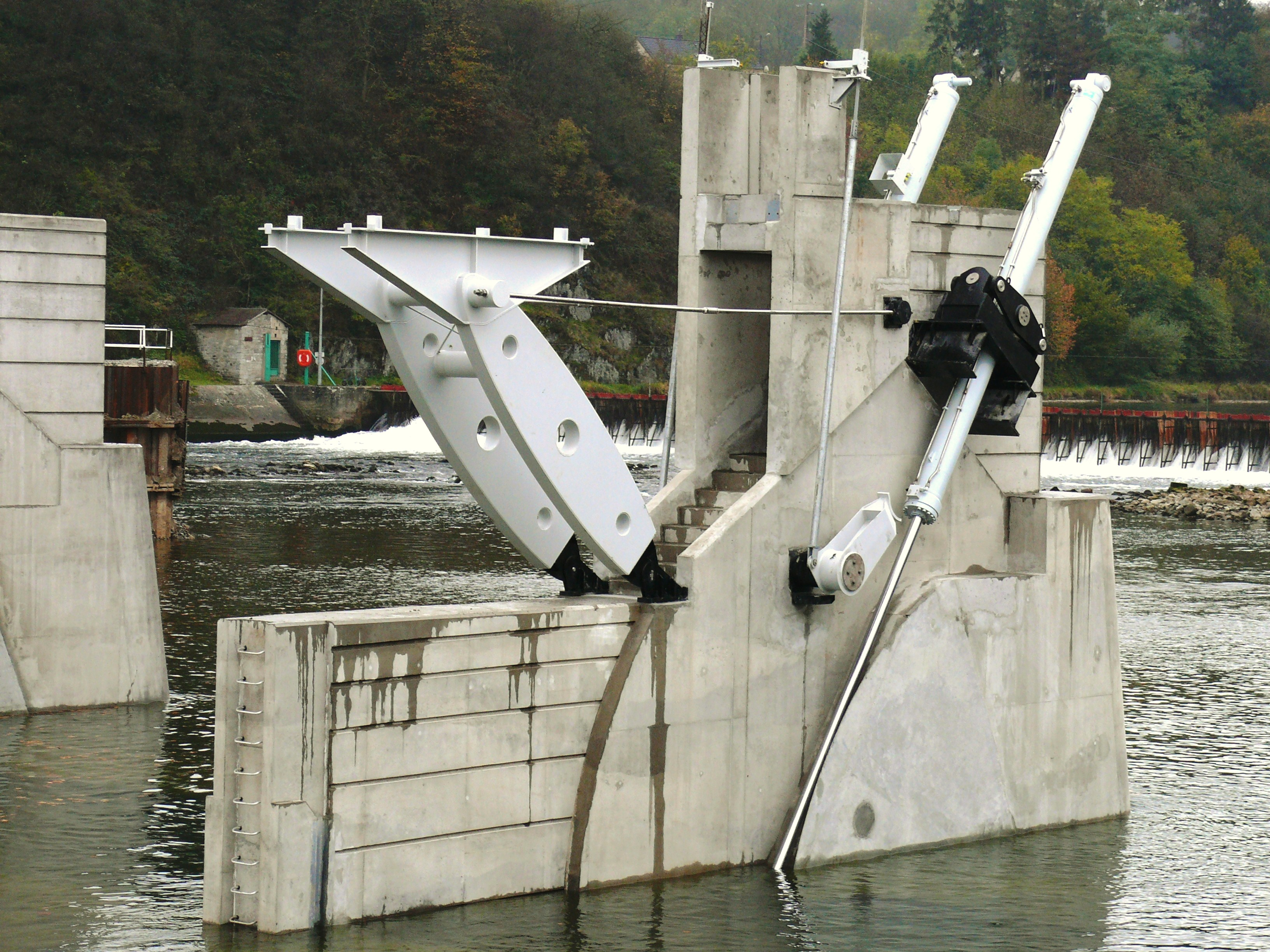
Barrage des Quatre Cheminées en cours de construction.

### Patrimoine culturel

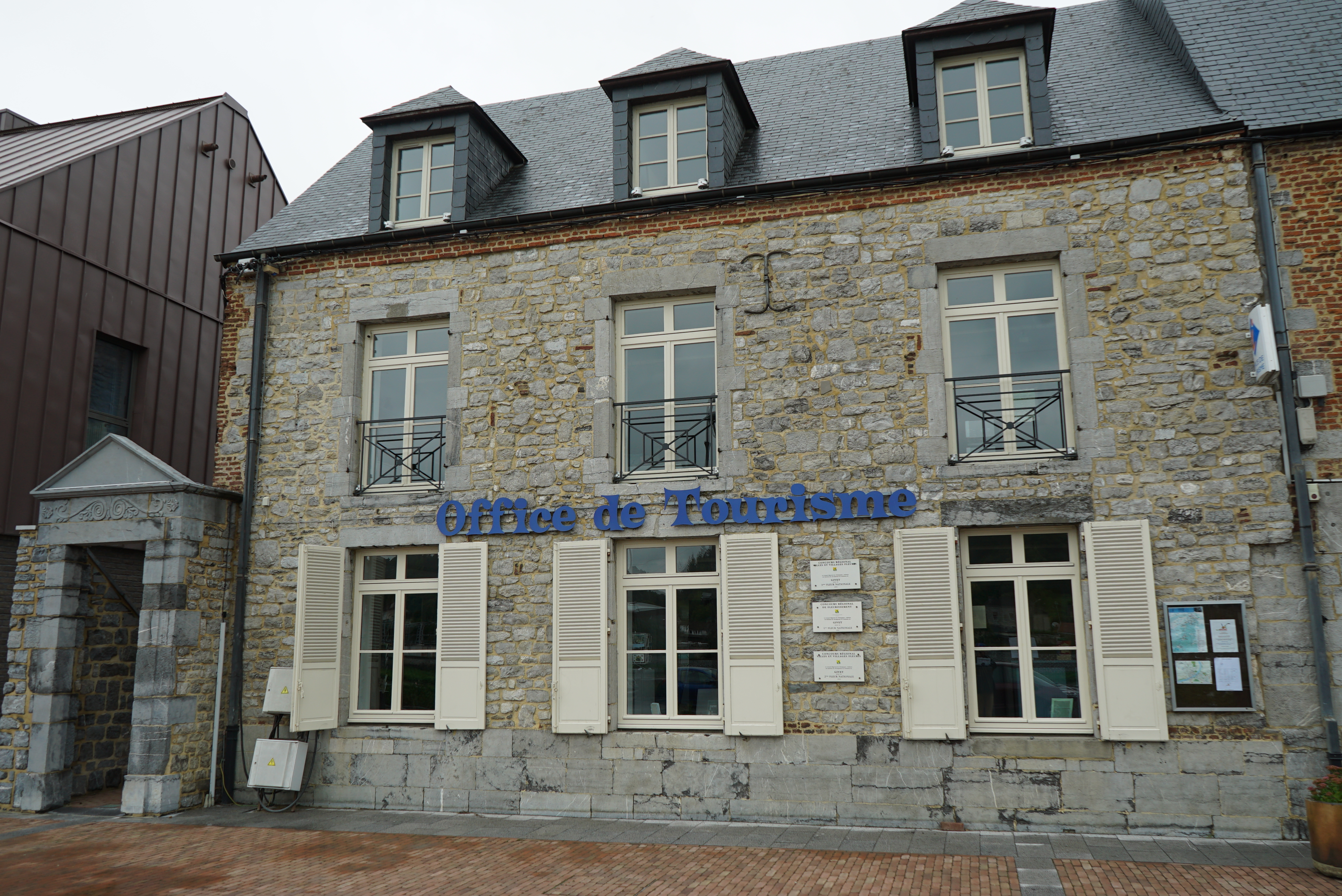
L'Office du tourisme à Givet.

#### Givet et le wallon

Aire de la langue wallonne en Wallonie et en France.

Givet fait partie du domaine wallon de France et donne son nom au parler de sa région immédiate, appelé « wallon givetois ». Le lexicographe Jules Waslet (wa), qui a consacré un ouvrage à ce dialecte, considère que le wallon de la ville même de Givet est un sous-dialecte d'ayi (appelé ainsi d'après la manière d’exprimer l’adverbe d’affirmation oui), qui présente certaines analogies avec le wallon namurois. Ce parler se rencontre aussi dans les localités voisines de Charnois, Chooz, Fromelennes, Landrichamps et Rancennes.
Même si les habitants de la Botte de Givet ne parlent plus beaucoup le wallon[réf. nécessaire], des traces en demeurent : à Dinant, on dit « Vîve Djivèt po l' pèkèt » et, à Givet, on dit de soi-même « Brâmint d' pîres mins pont d' caurs » (beaucoup de pierres mais pas d'argent), allusion aux rocs et versants abrupts de la vallée où se nichent toujours les garnisons militaires.

#### Associations et acteurs locaux
- Le Cercle Historique de la Pointe de Givet et Terres limitrophes[52].

### Patrimoine naturel
Givet a adhéré à la charte du parc naturel régional des Ardennes, à sa création en décembre 2011.

### Personnalités liées à la commune
- Jehan Brisbois. Bailli de Givet pour le comte de Luxembourg à la fin du XVe siècle. Issu d'une ancienne famille de métallurgistes de Mormont (pays de Durbuy, Belgique), il s'établit par mariage avec une noble du pays de Dinan. Sa descendance reste à Givet jusqu'à l'occupation française. Elle fournit un abbé à Waulsort (Belgique) et des seigneurs de Botassard.
- Charles Bruneau (1883-1969), linguiste et philologue, né dans la commune.
- François de Chevert (1695-1769), général de Louis XV, gouverneur de Charlemont.
- Jean-François Gendebien, né le 21 février 1753 à Givet et mort le 4 mars 1838 à Mons, avocat et homme politique belge.
- Famille de Contamine :
  - Bon, (1671-1748), blessé à Leuze comme Garde corps du Roi, il se rétablit à Givet où il fut bourgmestre et repose en l'église Saint-Hilaire ;
  - Bon de Contamine, 1717-1721 prairial an X, échevin à Givet ;
  - Gérard de Contamine (1720-1779), commissaire royal, traçait les frontières avec Liège, père de Gédéon et de Théodore ;
  - Gédéon de Contamine (1764-1832), militaire puis industriel ;
  - Auguste de Contamine, colonel de la Garde Impériale, frère des précédents ;
  - Théodore de Contamine (1773-1852), frère de Gédéon, général de brigade français.
- Louis-Marie Faudacq (1840-1914), artiste peintre, né à Givet.
- Fernand Fenaux (1877-1943), ingénieur français, né à Givet.
- Louis François Joseph Flayelle (1762-1830), militaire.
- Maurice Jean Auguste Girard (1822-1886), entomologiste français, y naquit.
- Jules François Émile Krantz (1821-1914), militaire et politique.
- Aimée Lallement (1898-1988) sportive et militante.
- Désiré Linard (1839-1898), industriel et homme politique né à Givet, député et sénateur des Ardennes.
- Jules Linard (1832-1882), ingénieur.
- Joseph de Longueil (1730-1792), graveur, y naquit.
- Étienne Nicolas Méhul (1763-1817), compositeur.
- André Monleau (1759-1810), général des armées de la République et de l'Empire, né à Avignon et décédé à Givet.
- Guillaume Navoigille (vers 1745-1811), musicien.
- Julien Navoigille (1749-après 1811), musicien et frère du précédent.
- Alain Polaniok, (1958-), footballeur.
- Le Marquis de Rougé (1702-1761), militaire.
- Baronne Staffe (1843-1911), écrivaine.
- Toupet des Vignes (1816-1882), homme politique.
- Pol Thibaux (1914-1963), officier des forces françaises libres, Compagnon de la Libération, né à Givet.

### Films tournés à Givet
- Maigret chez les Flamands, tourné durant l'automne et l'hiver 1975/1976. On peut découvrir la gare (au début du film) et les quais de la Meuse au niveau de la frontière franco-belge[54].

### Héraldique
| Blason | Blasonnement : Coupé : au 1er de gueules au sautoir d'or, au fusil du même brochant en pal, la gâchette à dextre, au 2e d'azur à trois tours d'or, maçonnées de sable, ajourées du champ, celle du milieu ouverte d'argent, celles des flancs ouvertes du champ, rangées et posées sur une terrasse de sinople. Commentaires : Le fusil évoque l’histoire militaire de Givet et trois tours sont mises en exergue, la tour Victoire, la tour Grégoire et la tour Maugis. Les armoiries ont été reconnues le 6 juin 1698 et le 24 mars 1709, et confirmées le 16 octobre 1817. |

### Galerie de photos

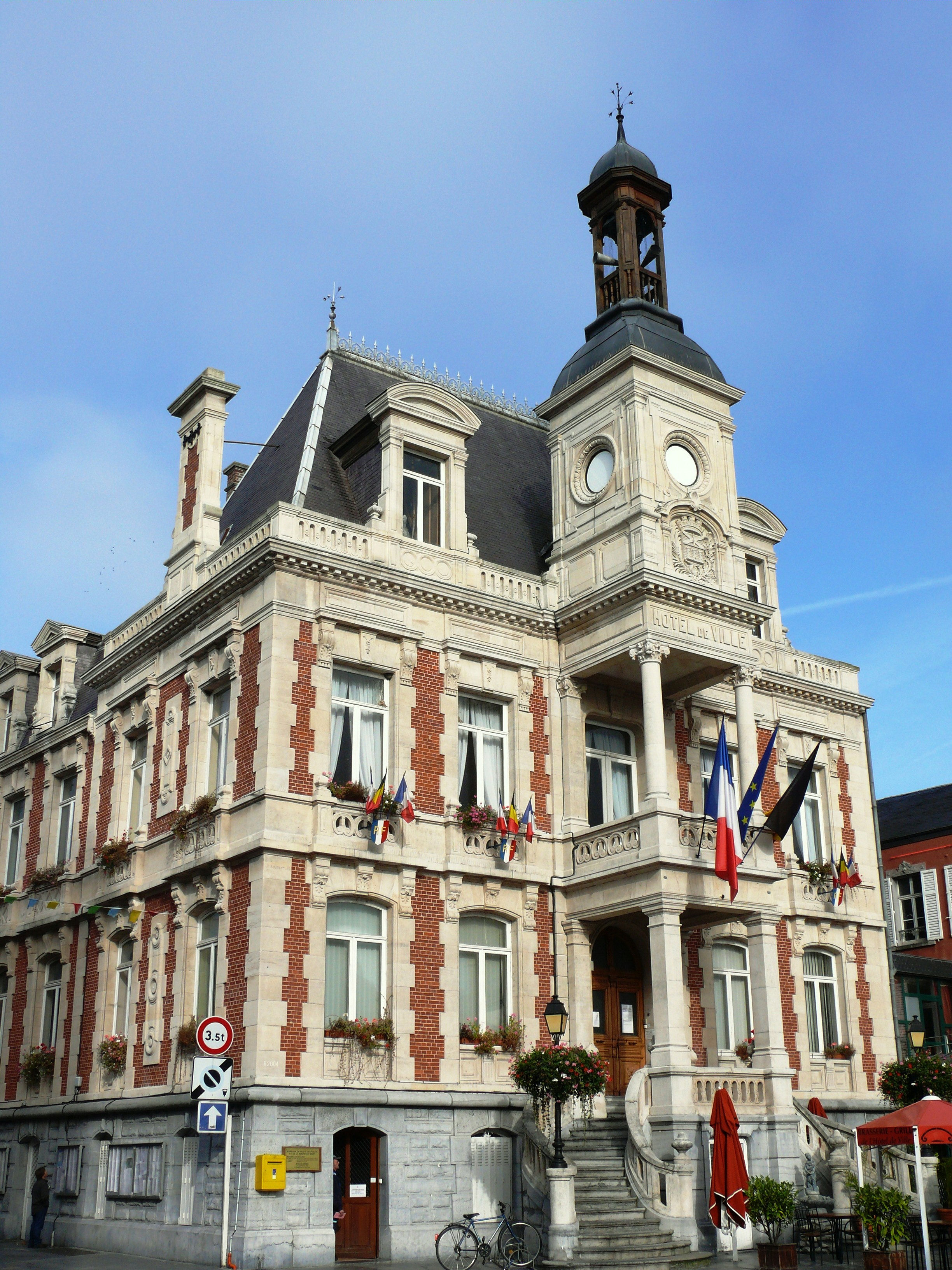
Hôtel de ville,
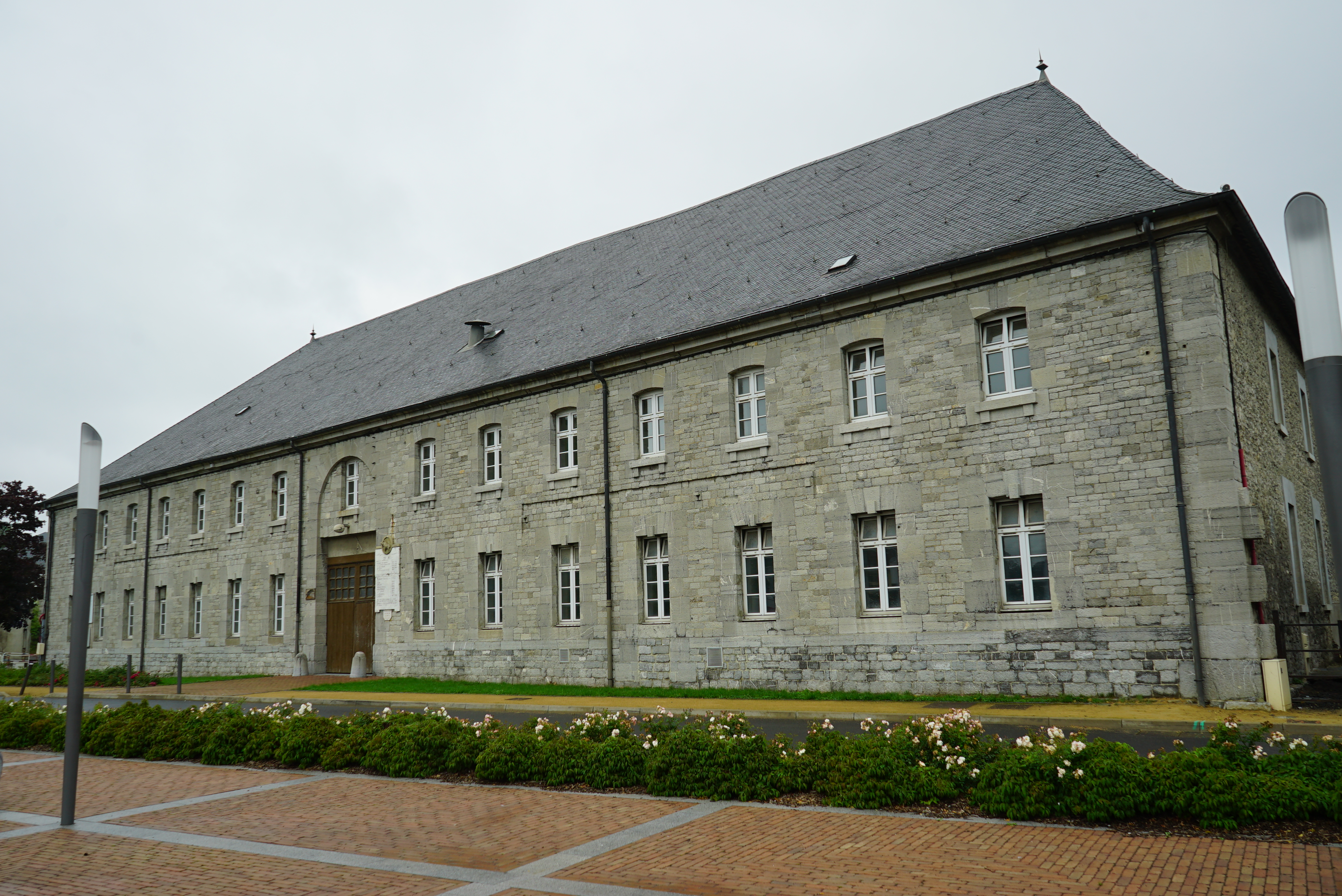
La caserne du 91e RI,
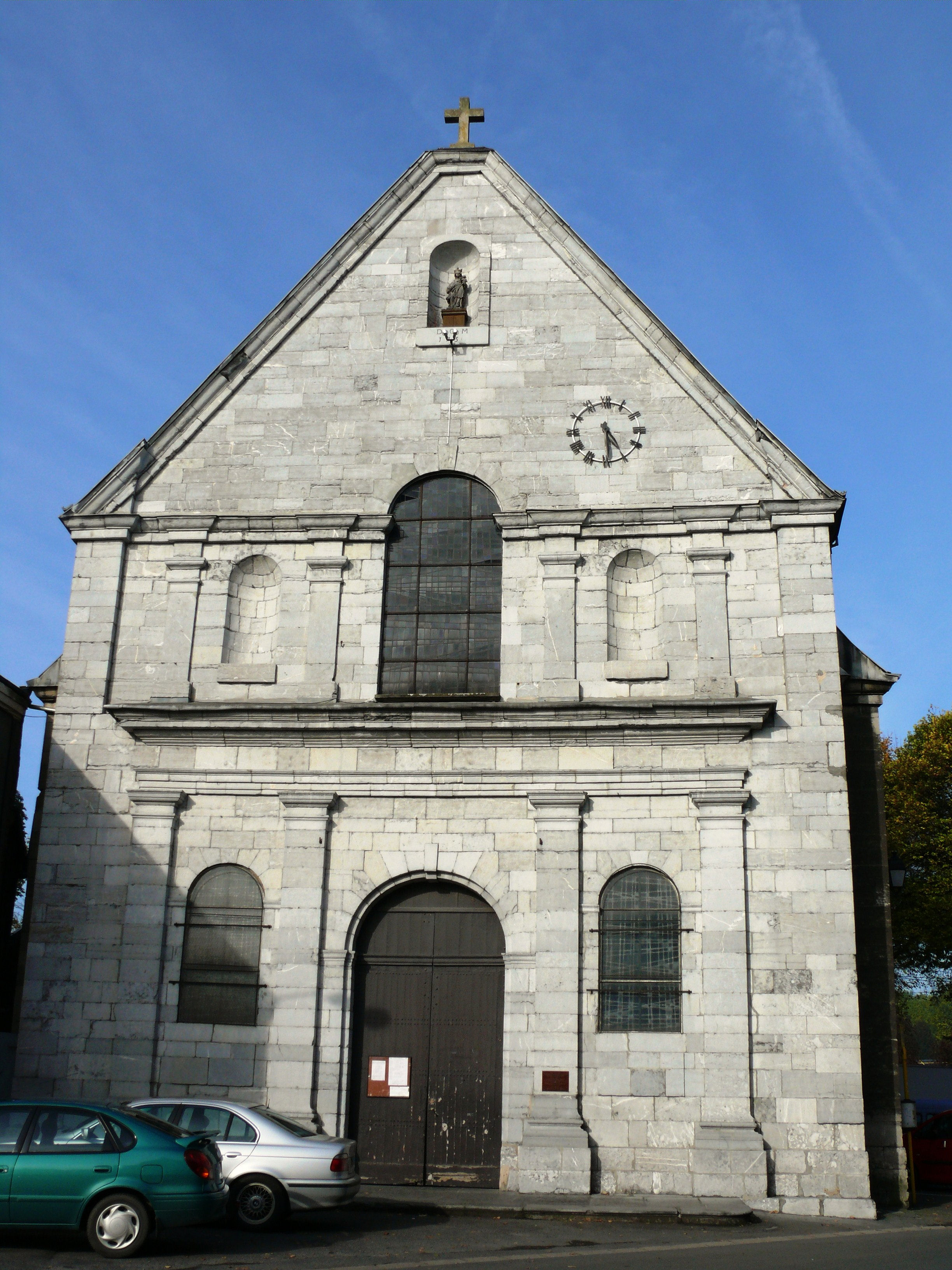
Façade de l'église Notre-Dame,
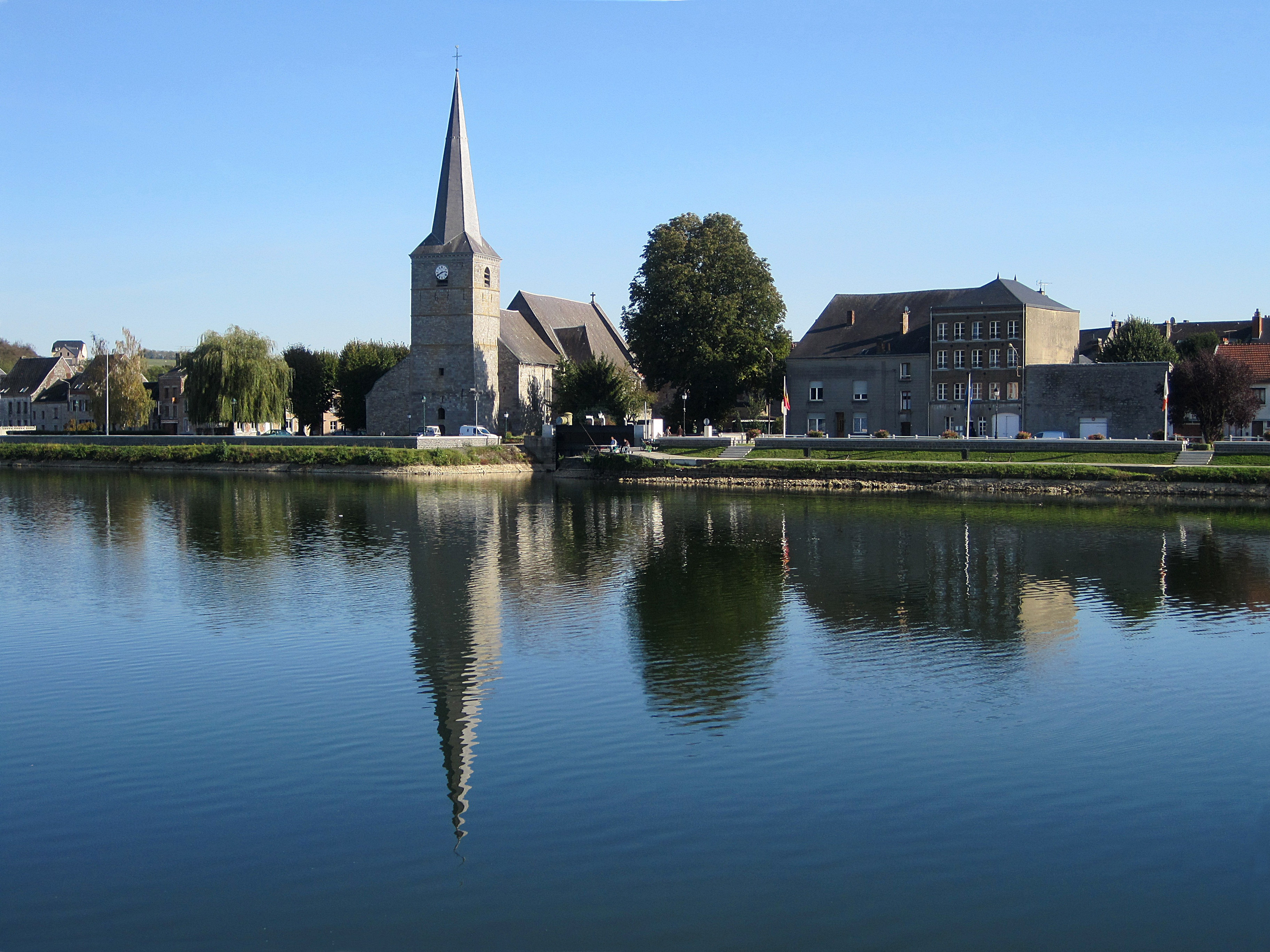
L'église Notre-Dame vue du quai André-Bertrand,
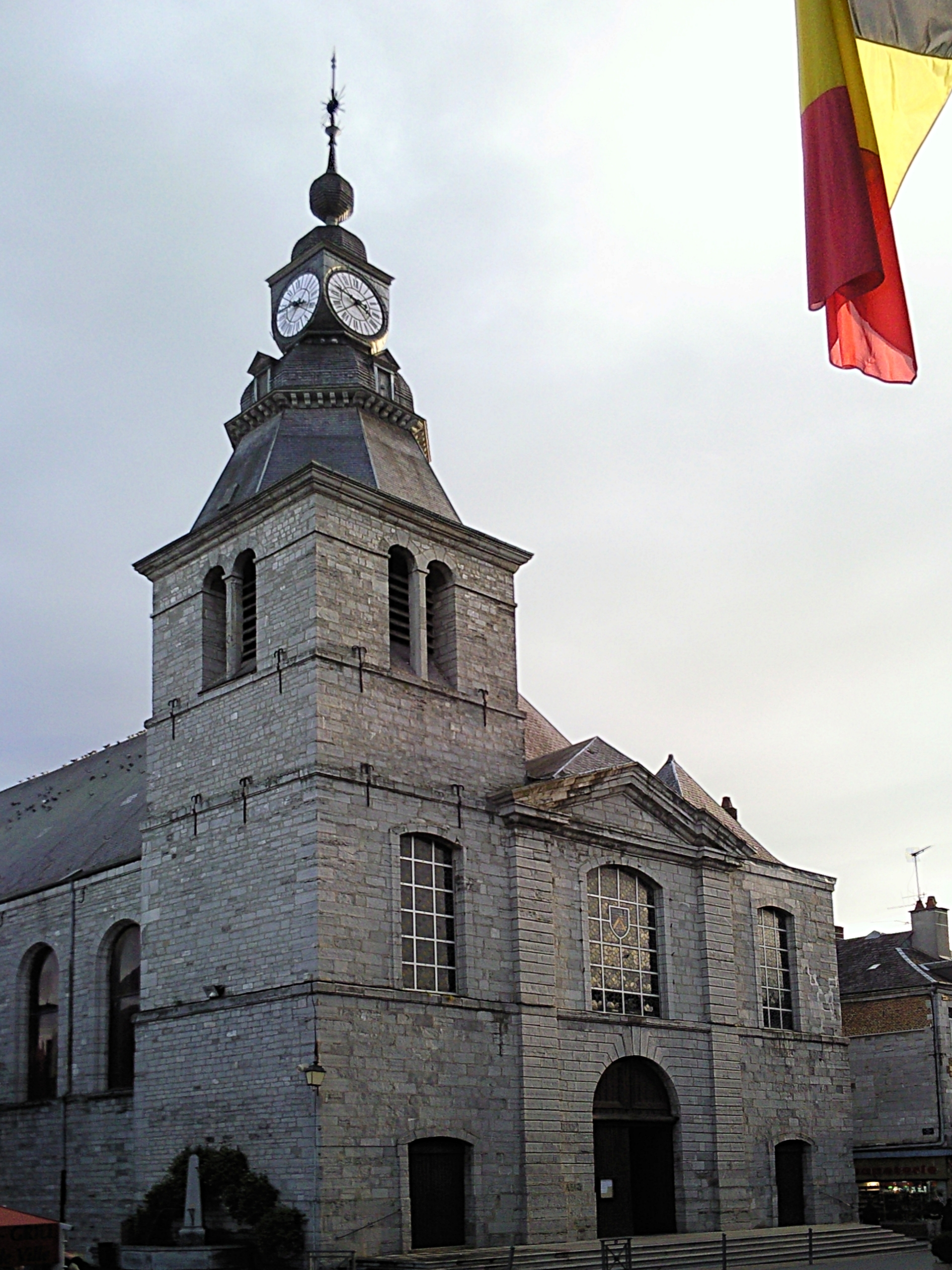
Église Saint-Hilaire,
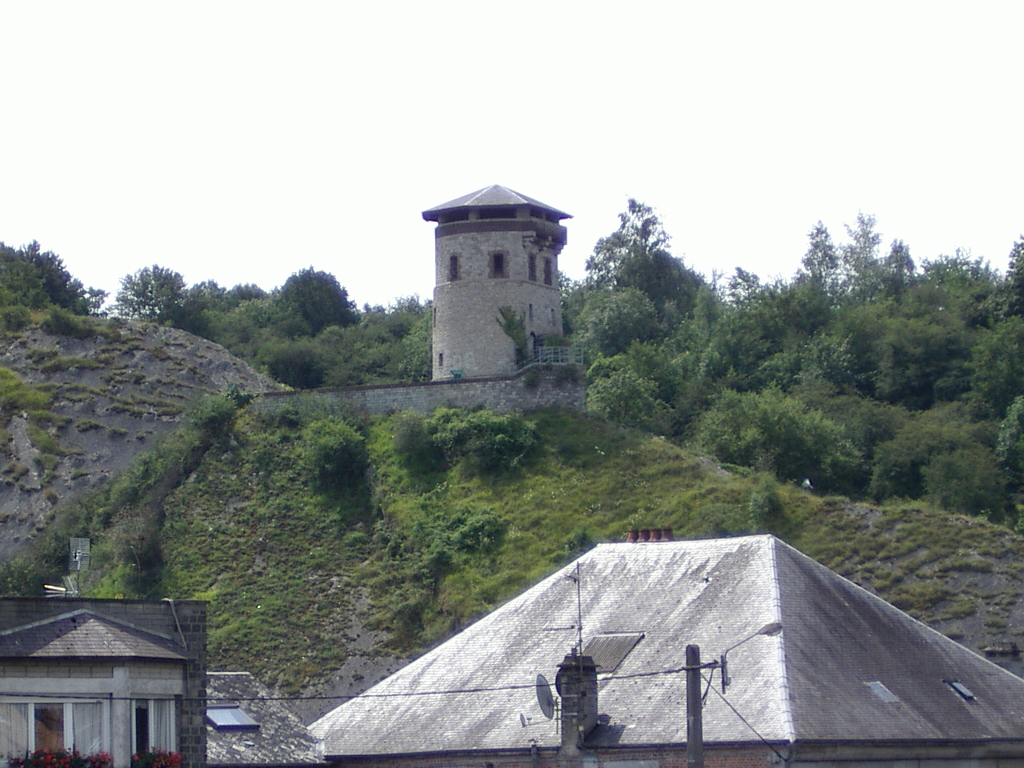
La tour Grégoire,
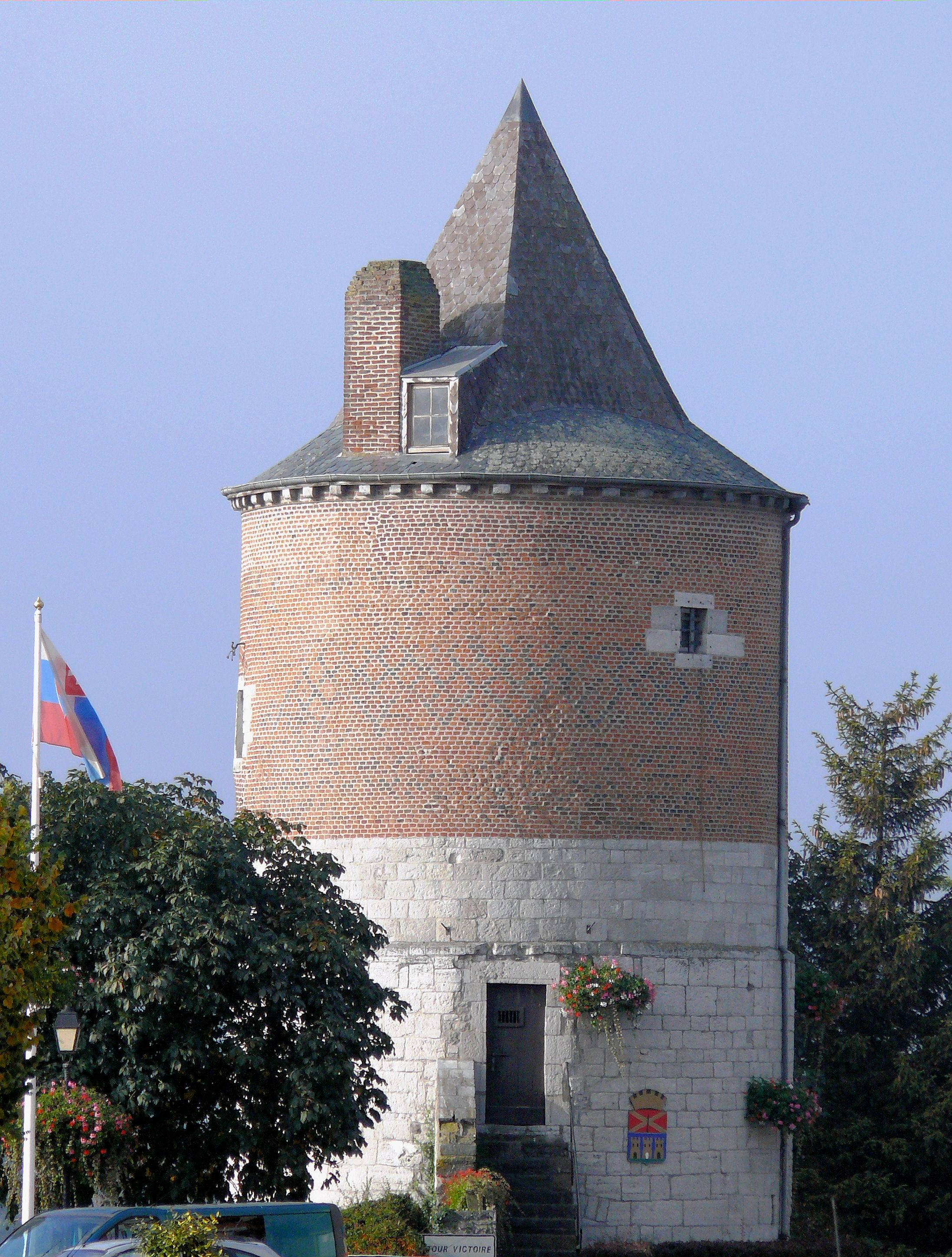
La tour Victoire,
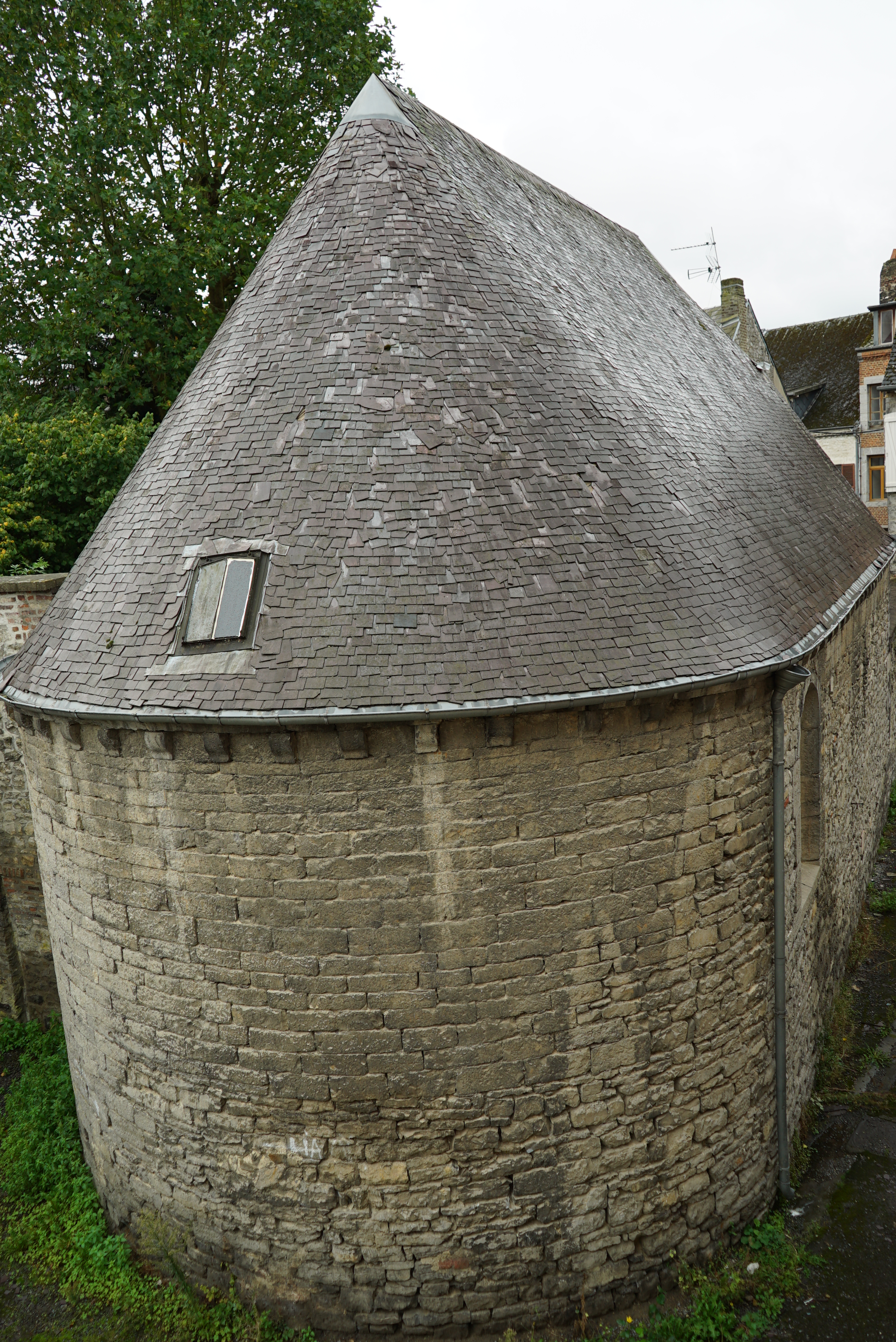
La chapelle Saint-Roch.
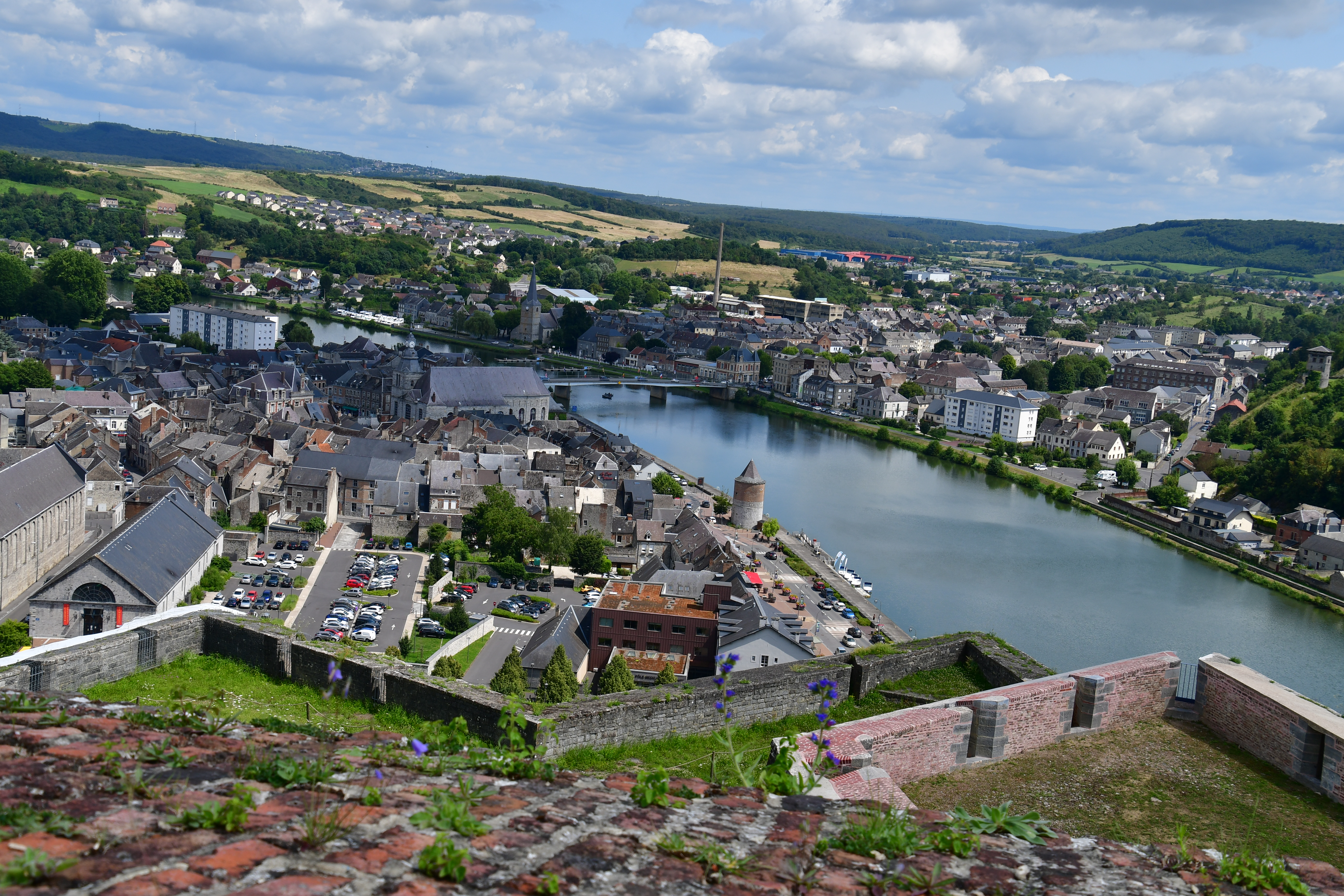
Givet vue du fort de Charlemont

### Littérature
Victor Hugo l'évoque dans ses lettres fictives de récit de voyage Le Rhin (1842).
Givet est l'épicentre du roman Chez les Flamands de Georges Simenon publié en 1932.